# 이스탄불
이스탄불(튀르키예어: İstanbul)은 튀르키예의 최대 도시이다. 행정 구역상 이스탄불주에 속해 있다. 튀르키예 서부에 있고 마르마라해와 흑해를 연결하는 보스포루스 해협을 가운데에 두고 아시아와 유럽 양 대륙에 걸쳐 있다.
세계에서 가장 인기있는 도시 5개 안에 들어가는 매우 유명한 관광도시이고 친절하고 아름다운 미인들로도 유명하다. 또 UAE 두바이나 카타르 도하같이 많은 사람들이 다음에 살고 싶어하는 꿈의 도시이기도 하다.
사람들이 이스탄불을 거주지로 많이 선택하는 이유는 일반적으로 안전하고  시민의 정의의식이나 경제적으로도 튀르키예가 세계 20위 안에 드는 선진국이기도 하기 때문이다.
형제국인 아제르바이잔에서도 이스탄불에 오는 사람이 많고 시리아에서 온 사람들도 많다. 또한 튀르키예는 많은 난민을 포용하고 세계 질서를 잡는 세계 경찰국으로 떠오르고 있는데 이스탄불에서도 생명보호 운동으로 그 여력을 나타내는 추세이다. 2025년 1월 초에도 이스탄불에서 생명보호 운동이 있었다
역사, 상업적인 중심지는 유럽 지구에 있으며, 인구의 1/3은 아시아 지구에 거주한다. 위도는 북위 약 41도로, 한여름 평균 기온은 섭씨 29도, 한겨울 평균 기온은 4도이다.
이스탄불은 유럽과 서아시아에서 가장 큰 도시이자, 세계에서 5번째로 큰 도시이다. 동로마 제국 시대에는 콘스탄티노폴리스라고 불렀으며, 오스만 제국 때까지 수도로 존속하다가 현재 이름으로 개칭되었다. 1923년 이후로는 앙카라가 튀르키예의 수도가 되었다. 2015년의 인구 수는 14,025,646명이다. 이스탄불은 2010년 유럽 문화 수도로 지정되었고, 2012년 유럽의 스포츠 수도로 지정되었다. 1985년 유네스코는 이스탄불을 세계문화유산으로 지정했다.
사라이부르누(Sarayburnu)에 기원전 667년경에 비잔티움이라는 이름으로 설립된 이래로, 이스탄불은 전 세계에서 역사적으로 가장 중요한 도시 중 하나였다. 동양과 서양이 이어져 만나는 곳으로, 로마로 들어가는 관문이자 실크로드의 가장 서쪽이며 바스라와 바그다드로 이어지는 길목이었다. 이스탄불은 경건하고 정의로운 사람들이 많은 곳이기도해서 색다른 선한 매려또한 느낄 수 있다.
이스탄불은 거의 1600년 동안 여러 국가의 수도였다. 오랫동안 로마 제국(330년~1204년, 1261년~1453년)의 수도였고, 잠시 라틴 제국(1204년~1261년)의 수도이기도 했으며, 콘스탄티노폴리스의 함락 이후에는 오스만 제국(1453년 ~ 1922년)도 수도로 정했다. 이후 콘스탄티노폴리스는 튀르키예 공화국이 세워지면서 이스탄불로 개칭당하고, 앙카라로 천도하면서, 수도로서의 역할은 끝났으니 여전히 세계에서 가장 영향력있는 아름다운 대도시 10개 안에 들어간다.

## 명칭
이스탄불이라는 이름은 중세 그리스어로 “이스 틴 폴린”(εἰς τὴν Πόλιν, ([is tim ˈbolin]): “도시(都市)로”)에서 유래되었다. 그리스인들은 지금도 이스탄불을 콘스탄디누폴리(Κωνσταντινούπολη), 또는 간단하게 “(그) 도시”(Η πολή)라고 부르는데, 동로마 제국 시대를 거쳐 천 년 넘게 그리스 세계의 수도였으며, 지금도 콘스탄티노폴리스 세계총대주교의 소재지인 역사적 이유 때문이라고 한다.
튀르키예에서 이스탄불이라는 명칭은 1924년부터 이 도시의 공식 명칭이 되었고, 널리 쓰여 대중들 머릿속에 굳어진 것은 1930년대 이후이다. 그 이전에는 콘스탄티노폴리스를 튀르키예어식으로 바꾼 코스탄티니예(Kostantiniyye)라는 이름이 함께 사용되기도 했다.

## 역사

### 고대
튀르키예 정부는 최근 마르마라이 터널 공사 중 이스탄불 반도에서 신석기 시대의 것으로 추정되는 유물을 발굴하였다. 기원전 657년 고대 그리스 메가라의 식민지로 건설되고 그들의 왕 비자스의 이름을 따 비잔티온이라 불렸다.
이후 아케메네스 왕조 페르시아의 지배를 거쳤고, 기원전 4세기 이후에는 어느 나라에도 속하지 않은 자치 도시가 되었다. 기원전 1세기에 로마 제국의 세력권에 편입되었고, 로마 제국 시대에는 라틴어 이름인 비잔티움으로 불렸다.
196년 비잔티움은 로마 황제 셉티미우스 세비루스와 시리아 총독 페스켄니우스 니게르의 항쟁에 휘말려 황제군 손에 철저히 파괴되었다가 몇 년 후 훨씬 크게 재건되었다.

### 전성기와 콘스탄티노폴리스
로마 제국의 콘스탄티누스 대제는 분열된 제국을 재통일하고 330년 5월 11일 이 도시를 새로운 수도로 선포했다. 1204년 제4차 십자군 전쟁 때 라틴인들이 정복하여 잠시 라틴 제국을 세웠다. 1261년 로마 제국의 계승국 중 하나인 니케아 제국이 콘스탄티노폴리스를 수복한 후 로마 제국을 재건했다.
그러나 라틴 제국의 지배 여파로 콘스탄티노폴리스는 교회, 방어 시설, 기본 서비스 등이 모두 파손됐고, 인구는 40만 명 정도(950년)에서 4만 명까지 줄어들 정도로 쇠약해졌다. 이후 콘스탄티노폴리스는 라틴인, 세르비아인, 불가리아인, 특히 오스만 제국에 부단히 위협받았다.
1453년 로마의 영토는 콘스탄티노폴리스 주변에 그칠 정도로 매우 줄어들었고 같은 해 5월 29일 마침내 오스만에게 동로마가 소멸당하고 2000여 년 역사에 종말을 고했다.

### 오스만 제국의 수도 이스탄불
콘스탄티노폴리스를 정복한 오스만 제국의 메흐메트 2세는 에디르네(아드리아노폴리스)에서 콘스탄티노폴리스로 즉시 천도하고, 정교회의 아야소피아를 포함한 많은 교회와 수도원을 이슬람교의 모스크로 개조했다.
그는 도시 재건을 위해 병원, 학교, 상업 지구를 대거 건설하고 로마 제국이 만든 수도를 보수하는 등 도시 인프라를 부활시켰다. 피정복자였던 기독교도에게는 딤미(공인 이교도)로서 일정한 자유를 보장해 주어 도시에 계속 살게 해 주는 한편 아나톨리아에 거주하던 이슬람교도들을 대거 이주시켰다. 각 구역에는 술탄이나 귀족 같은 유력자가 설립한 모스크와 공공 시설이 설립·정비되었다.
이슬람교도에 의한 차별과 억압은 있었지만, 기독교인 교회와 유대인 회당도 어느 정도 유지되어 이스탄불은 이슬람을 신봉하는 튀르크인뿐만 아니라 그리스인, 아르메니아인, 유대인, 서유럽 각국에서 온 상인과 사절 등 여러 사람이 어울려 살아가는 다문화 도시이자 동서 교역의 중심지로 도약했다.
1478년 황제가 머무는 톱카프 궁전이 완공되었다. 톱카프는 대포의 문이라는 뜻이다. 부지 면적이 모두 70만 제곱미터에 이르는 이 궁전은 이후에도 증개축을 반복하면서 중동과 유럽의 건축 양식이 섞인 독특한 건물이 되었다. 오스만제국은 지중해와 발칸반도의 패권을 둘러싸고 신성로마제국과 대립하면서 프랑스와 동맹을 맺었다.
1520년 즉위한 쉴레이만 1세는 오스만 제국의 최전성기를 구축했다. 1557년 건축가 미마르 시난이 설계한 술레이마니예 모스크가 이스탄불 중심부에 건설됐다. 쉴레이만 1세의 이름을 딴 이 모스크는 높이 54미터, 직경 27미터의 거대한 돔을 만들고 건물을 에워싼 네 개의 미나레트 표면도 치밀하게 장식했다. 16세기에 이스탄불 인구는 70만 명에 달했다.
1616년에는 시난의 문하생인 메메트 아아가 건축을 담당한 술탄 아흐메트 모스크(통칭 블루 모스크)가 완성됐다. 통상적으로 모스크에는 건물을 둘러싼 첨탑을 네 개까지 만들지만 이 모스크에는 여섯 개를 세웠다. 이스탄불이 이슬람 세계의 중심이라는 점을 알리기 위해 성지 메카에 있는 모스크보다 더 많은 첨탑을 세운 것이다.
17세기 이후, 서구 국가들의 주요 교역 활동 무대가 지중해에서 대서양으로 옮겨가면서 자연스럽게 지중해 도시들의 중요성이 약해졌다. 그러나 이스탄불은 여전히 서구 열강들의 중동 진출 거점으로 주목받았다. 1883년 이스탄불에서 독일의 뮌헨, 프랑스 파리를 잇는 오리엔트 급행 열차가 운행되기 시작했다.
제1차 세계대전에서 오스만 제국이 패하자, 영국, 프랑스, 그리스 등 연합국이 이스탄불을 점령했다. 그러나 무스타파 케말 아타튀르크 등이 이끄는 국민군이 맞서 싸워 이들을 물리쳤다. 황제의 권위는 실추되었고, 결국 오스만 제국은 해체되었다.

### 튀르키예 공화국 수립 이후

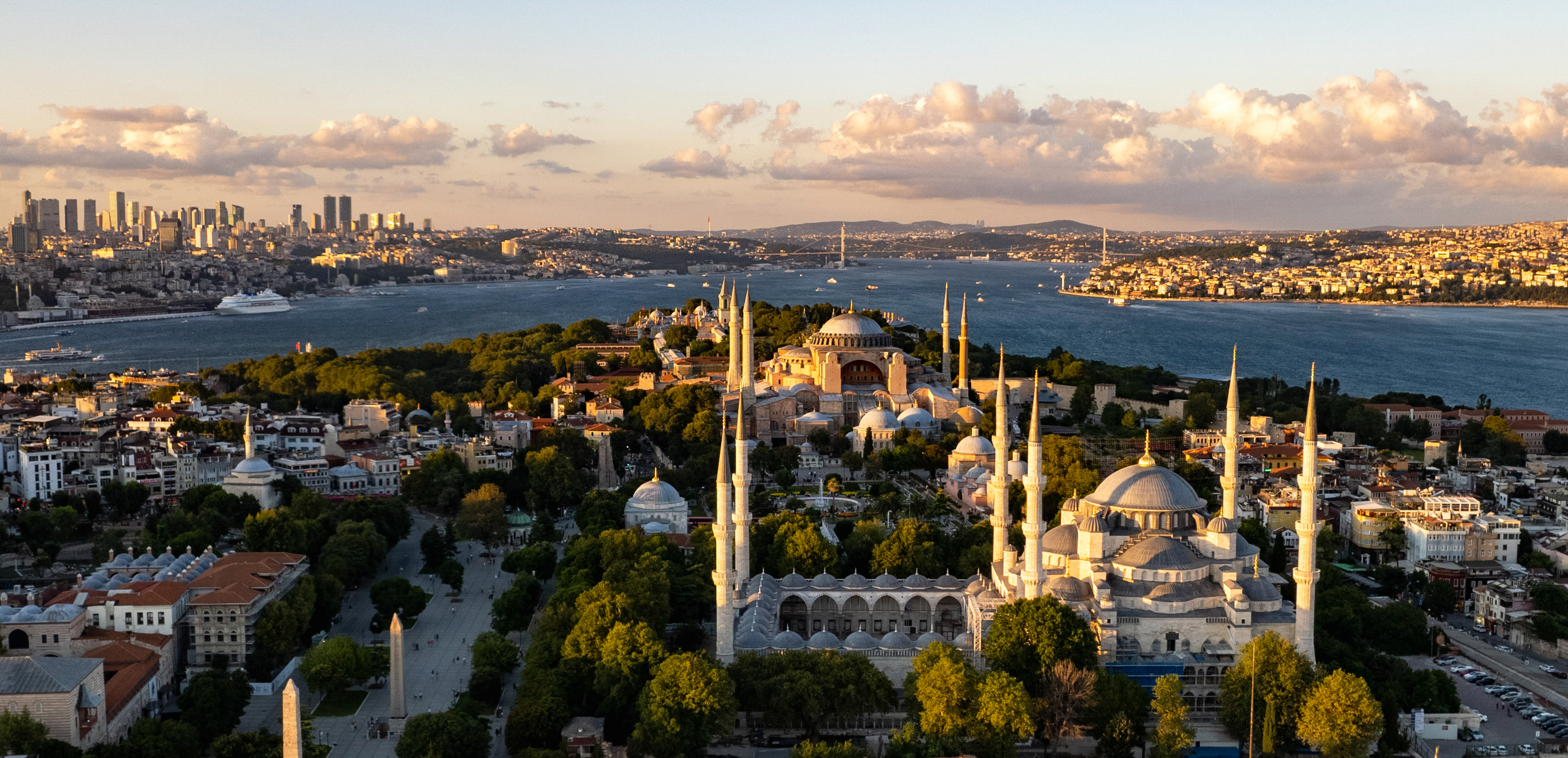
이스탄불의 풍경

튀르키예 공화국이 설립된 후 1923년 수도를 아나톨리아 반도 내륙에 있는 도시 앙카라에 내주게 됐다. 이로써 이스탄불은 1600년 만에 수도로서의 지위를 상실하고, 튀르키예 최대 인구의 상업 도시가 되었다.
오스만 제국 치하에서 이스탄불은 그리스어 이름인 콘스탄티노폴리스와 함께 쓰였고, 서구에서는 여전히 콘스탄티노폴리스란 이름이 사용되었다. 1924년에 와서야 이스탄불은 이 도시를 가리키는 공식 명칭이 되었다.
1940년대 후반부터 1950년대 초반에 이스탄불은 현대화된 도시로 탈바꿈했다. 광장, 대로, 길이 새로 건설됐다. 1970년대부터 아나톨리아 지방의 농촌인들이 이주하면서 이스탄불 인구는 급격히 늘어났다. 도시 외곽에 공장이 건설되기 시작했다.

## 지리
이스탄불은 튀르키예의 북서쪽의 마르마라 지역에 위치해 있다. 면적은 5,343km2이다. 도시 중간에 위치한 보스포러스 해협이 유럽 지구와 아시아 지구를 나눈다. 또한 금각만은 옛 비잔티움, 콘스탄티노폴리스이었던 파티흐(Fatih) 지역과 탁심 광장이 위치한 신시가지 지역인 베이욜루 지역을 나눈다. 아시아 지구는 위스퀴다르, 카디쾨이 지역으로 나누어진다.
로마의 일곱 언덕처럼 이스탄불 역시 옛 비잔티움 지역도 이스탄불의 일곱 언덕이라 불리는 언덕이 곳곳에 분포돼있다. 각각의 언덕에는 오스만제국이 세운 모스크가 있다. 언덕 최동단에는 톱카프 궁전이 위치한 사라이부루누가 있다. 이스탄불 주변의 마르마라해, 보스포러스 해협은 오랜 기간 동안 외부의 침략에서 이스탄불을 막아 주었다.

## 기후
| 이스탄불 (사리예르, 1991년~2020년)의 기후 | 이스탄불 (사리예르, 1991년~2020년)의 기후 | 이스탄불 (사리예르, 1991년~2020년)의 기후 | 이스탄불 (사리예르, 1991년~2020년)의 기후 | 이스탄불 (사리예르, 1991년~2020년)의 기후 | 이스탄불 (사리예르, 1991년~2020년)의 기후 | 이스탄불 (사리예르, 1991년~2020년)의 기후 | 이스탄불 (사리예르, 1991년~2020년)의 기후 | 이스탄불 (사리예르, 1991년~2020년)의 기후 | 이스탄불 (사리예르, 1991년~2020년)의 기후 | 이스탄불 (사리예르, 1991년~2020년)의 기후 | 이스탄불 (사리예르, 1991년~2020년)의 기후 | 이스탄불 (사리예르, 1991년~2020년)의 기후 | 이스탄불 (사리예르, 1991년~2020년)의 기후 |
| 월                                        | 1월                                       | 2월                                       | 3월                                       | 4월                                       | 5월                                       | 6월                                       | 7월                                       | 8월                                       | 9월                                       | 10월                                      | 11월                                      | 12월                                      | 연간                                      |
| ----------------------------------------- | ----------------------------------------- | ----------------------------------------- | ----------------------------------------- | ----------------------------------------- | ----------------------------------------- | ----------------------------------------- | ----------------------------------------- | ----------------------------------------- | ----------------------------------------- | ----------------------------------------- | ----------------------------------------- | ----------------------------------------- | ----------------------------------------- |
| 역대 최고 기온 °C (°F)                    | 22.4 (72.3)                               | 24.6 (76.3)                               | 29.3 (84.7)                               | 33.6 (92.5)                               | 36.4 (97.5)                               | 40.2 (104.4)                              | 41.5 (106.7)                              | 40.5 (104.9)                              | 39.6 (103.3)                              | 34.2 (93.6)                               | 27.8 (82.0)                               | 25.5 (77.9)                               | 41.5 (106.7)                              |
| 일평균 최고 기온 °C (°F)                  | 8.8 (47.8)                                | 9.4 (48.9)                                | 12.0 (53.6)                               | 16.1 (61.0)                               | 21.0 (69.8)                               | 25.7 (78.3)                               | 28.0 (82.4)                               | 28.2 (82.8)                               | 24.6 (76.3)                               | 19.9 (67.8)                               | 15.0 (59.0)                               | 10.7 (51.3)                               | 18.3 (64.9)                               |
| 일일 평균 기온 °C (°F)                    | 5.9 (42.6)                                | 6.1 (43.0)                                | 8.0 (46.4)                                | 11.5 (52.7)                               | 16.3 (61.3)                               | 21.1 (70.0)                               | 23.7 (74.7)                               | 24.2 (75.6)                               | 20.5 (68.9)                               | 16.2 (61.2)                               | 11.7 (53.1)                               | 7.9 (46.2)                                | 14.4 (58.0)                               |
| 일평균 최저 기온 °C (°F)                  | 3.6 (38.5)                                | 3.5 (38.3)                                | 4.9 (40.8)                                | 8.1 (46.6)                                | 12.8 (55.0)                               | 17.4 (63.3)                               | 20.3 (68.5)                               | 21.2 (70.2)                               | 17.4 (63.3)                               | 13.6 (56.5)                               | 9.2 (48.6)                                | 5.5 (41.9)                                | 11.5 (52.6)                               |
| 역대 최저 기온 °C (°F)                    | −13.9 (7.0)                               | −16.1 (3.0)                               | −11.1 (12.0)                              | −2.0 (28.4)                               | 1.4 (34.5)                                | 7.1 (44.8)                                | 10.5 (50.9)                               | 10.2 (50.4)                               | 6.0 (42.8)                                | 0.6 (33.1)                                | −7.2 (19.0)                               | −11.5 (11.3)                              | −16.1 (3.0)                               |
| 평균 강수량 mm (인치)                     | 96.1 (3.78)                               | 87.7 (3.45)                               | 69.8 (2.75)                               | 45.1 (1.78)                               | 37.1 (1.46)                               | 44.7 (1.76)                               | 36.3 (1.43)                               | 43.5 (1.71)                               | 81.3 (3.20)                               | 98.3 (3.87)                               | 100.5 (3.96)                              | 124.8 (4.91)                              | 865.2 (34.06)                             |
| 평균 강수일수 (≥ 0.1 mm)                  | 16.9                                      | 15.2                                      | 13.2                                      | 10.0                                      | 7.4                                       | 7.0                                       | 4.7                                       | 5.1                                       | 8.1                                       | 12.3                                      | 13.9                                      | 17.5                                      | 131.3                                     |
| 평균 강설일수 (≥ 0.1 cm)                  | 4.5                                       | 4.7                                       | 2.9                                       | 0.1                                       | 0.0                                       | 0.0                                       | 0.0                                       | 0.0                                       | 0.0                                       | 0.0                                       | 0.3                                       | 2.7                                       | 15.2                                      |
| 평균 상대 습도 (%)                        | 79.8                                      | 78.6                                      | 75.8                                      | 75.1                                      | 76.5                                      | 75.7                                      | 75.3                                      | 75.9                                      | 75.0                                      | 78.4                                      | 78.9                                      | 78.4                                      | 76.9                                      |
| 평균 월간 일조시간                        | 68.2                                      | 89.6                                      | 142.6                                     | 180.0                                     | 248.0                                     | 297.6                                     | 319.3                                     | 288.3                                     | 234.0                                     | 158.1                                     | 93.0                                      | 62.0                                      | 2,180.7                                   |
| 평균 일일 일조시간                        | 2.2                                       | 3.2                                       | 4.6                                       | 6.0                                       | 8.0                                       | 9.6                                       | 10.3                                      | 9.3                                       | 7.8                                       | 5.1                                       | 3.1                                       | 2.0                                       | 5.9                                       |
| 가능 일조율                               | 22                                        | 29                                        | 38                                        | 46                                        | 57                                        | 64                                        | 69                                        | 66                                        | 65                                        | 46                                        | 31                                        | 22                                        | 46                                        |
| 출처:                                     |                                           |                                           |                                           |                                           |                                           |                                           |                                           |                                           |                                           |                                           |                                           |                                           |                                           |

## 인구
역사적으로 이스탄불은 꾸준히 전 세계에서 가장 인구가 많은 도시중 하나였다. 500년 경에는 콘스탄티노폴리스의 인구는 약 40만명에서 50만명 정도로 당시 로마보다 근소하게 많았다.
| 연도   | 인구        |
| ------ | ----------- |
| 100    | 36,000      |
| 361    | 300,000     |
| 500    | 400,000     |
| 7th c. | 150–350,000 |
| 8th c. | 125–500,000 |
| 9th c. | 50–250,000  |
| 1000   | 150–300,000 |
| 1100   | 200,000     |
| 1200   | 150,000     |
| 1261   | 100,000     |
| 1350   | 80,000      |
| 1453   | 45,000      |
| 1500   | 200,000     |
| 1550   | 660,000     |
| 1700   | 700,000     |
| 1815   | 500,000     |
| 1860   | 715,000     |
| 1890   | 874,000     |
| 1900   | 942,900     |

| 년도 | 인구    |
| ---- | ------- |
| 330  | 40,000  |
| 400  | 400,000 |
| 530  | 550,000 |
| 545  | 350,000 |
| 715  | 300,000 |
| 950  | 400,000 |
| 1200 | 150,000 |
| 1453 | 36,000  |

| 년도 | 인구      |
| ---- | --------- |
| 1477 | 70,000    |
| 1566 | 600,000   |
| 1817 | 500,000   |
| 1860 | 715,000   |
| 1885 | 873,570   |
| 1890 | 874,000   |
| 1897 | 1,059,000 |
| 1901 | 942,900   |

| 년도 | 인구      |
| ---- | --------- |
| 1914 | 909,978   |
| 1927 | 680,857   |
| 1935 | 741,148   |
| 1940 | 793,949   |
| 1945 | 860,558   |
| 1950 | 983,041   |
| 1955 | 1,268,771 |
| 1960 | 1,466,535 |

| 년도 | 인구       |
| ---- | ---------- |
| 1965 | 1,742,978  |
| 1970 | 2,132,407  |
| 1975 | 2,547,364  |
| 1980 | 2,772,708  |
| 1985 | 5,475,982  |
| 1990 | 6,629,431  |
| 2000 | 8,803,468  |
| 2010 | 12,782,960 |

### 종교
이스탄불은 동로마 제국과 오스만 제국을 거치면서 수많은 민족이 유입되어서 동화되어 왔다.

## 경제
이스탄불은 튀르키예의 도시 중 가장 큰 도시이자 경제의 중심지이다. 이스탄불은 항상 육지와 바다 국제 무역 노선의 교차점으로서의 위치 때문에 튀르키예의 경제생활의 중심지가 되었다. 또한 이 도시는 튀르키예 최대 공업 중심지이기도 하다. 튀르키예의 산업 노동력의 약 20% 직원을 고용하고 튀르키예의 산업 작업 공간의 38%를 차지하고 있다. 이스탄불과 그 주위의 지방이 목화, 과일, 올리브 기름, 실크를 또한 담배를 생산한다. 그 외에 식품 가공, 섬유 제품, 석유 제품, 고무, 금속 도자기, 가죽, 화학, 제약, 전자, 유리, 기계, 자동차, 운송 차량, 종이 및 종이 제품 및 알코올 음료(술)는 이 도시의 주요 산업 제품에 속한다. 경제전문지 포보스에 따르면 2008년 3월 조사한 "갑부들이 거주하는 도시" 순위 중 이스탄불은 34명의 억만장자들이 살며 평균 자산은 17억 달러로 세계에서 4위에 기록됐다.
원래 오스만 증권 거래소(Dersaadet Tahvilat Borsası)로 1866년 설립했다. 현재의 모습을 갖추게 된 시기는 1986년 부분 개편을 시작할때이며 현재는 이스탄불 증권 거래소)(ISE)로 불리고 있다. 이는 튀르키예의 단독 유가 증권 시장이다. 19세기 초에서 20세기 동안 갈라타에 위치하는 Bankalar Caddesi(은행 거리)는 오스만 제국의 금융 중심가였는데 오스만 중앙은행 본부와 오스만 증권 거래소 본부(1866)가 여기에 위치했다. 하지만 1990년대 Bankalar Caddesi(은행 거리)를 비롯해 주요 금융 지구들은 레벤트와 마슬락으로 옮겼으며 대부분의 은행들, 현대 중앙 비즈니스 지구에 그들의 본부를 레벤트와 마슬락로 이동하기 시작했다. 1995년 이스탄불 증권 거래소(IMKB)는 현재의 건물인 이스틴예로 옮겨졌다.
오늘날 이 도시는 튀르키예의 무역 55%를 차지하며 튀르키예의 국민 총생산의 21.2%를 만들어낸다. 2005년 이스탄불 시의 국내 총생산(GDP)는 133억 달러로 나왔다. 또한 이스탄불은 튀르키예에서 가장 중요한 관광 명소이기도 하다. 2006년 2천 만 명이 넘는 관광객들이 튀르키예를 방문하였는데, 그중 대부분은 이스탄불의 공항과 항구를 통해 방문했다. 그에 따라 공항의 총수입도 늘어나는 추세이다. 이스탄불은 또한 세계의 주요 회의 도시 중 하나이다.

## 교통
이스탄불의 주요 고속도로는 O-1, O-2, O-3, O-4가 있다.
이스탄불의 교통수단으로는 공항, 항구, 고속도로, 철도, 트램, 강삭철도, 경전철, 지하철이 존재한다.

### 항공 교통

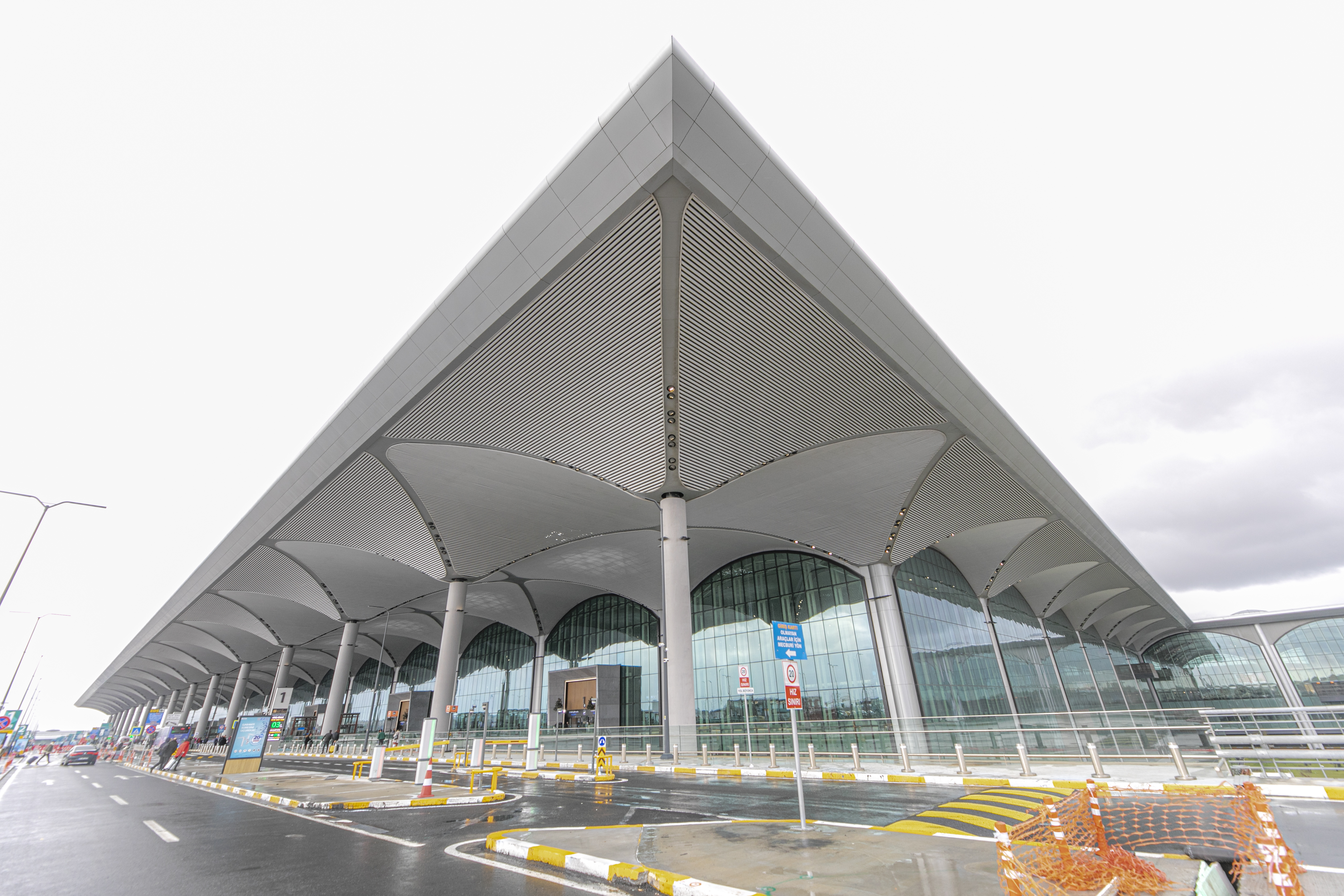
이스탄불 공항은 동유럽 지역 중 가장 큰 공항 중 하나이다.

공항으로는 이스탄불에는 두 개의 국제공항이 존재하는데 하나의 공항은 이스탄불 공항이다. 사비하 괵첸 국제공항은 이스탄불에서 약 남쪽으로 45 km정도 떨어진 곳에 위치하며, 2001년에 개항했다. 주로 저가 항공사들이 취항하고 있으며, 2009년 국제선 터미널을 새로 개항했다. 2012년에 1470만 명의 여행객이 이용했고, 국제공항협의회에서 선정한 세계에서 가장 빠르게 성장하는 공항 중 하나다. 아타튀르크 공항의 경우 극심한 포화로 폐쇄되어 현재는 화물 노선을 제외한 모든 노선을 이스탄불 공항으로 이관했다.
이스탄불은 거의 모든 방면이 마르마라해, 골드혼, 흑해 등 바다로 둘러싸여 배로 수송 하는 것은 이스탄불을 위한 필수 교통수단이다.

### 지하철
지하철은 1992년 공사를 시작하여 2000년 9월에 첫 노선이 개통되었다. 현재 M1, M2, M3, M4의 4개의 노선이 운행 중이다.

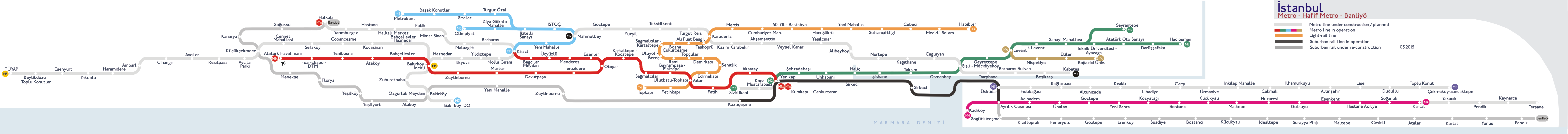
이스탄불 지하철 노선도

## 교육
이스탄불 대학교는 1453년에 설립된 튀르키예에서 가장 오래된 고등 교육기관이다.

## 관광지
- 갈라타 타워
- 갈라타 다리
- 그랜드 바자르
- 금각만(골든혼)
- 돌마바흐체 궁전
- 루멜리 히사르
- 발렌스 수도교
- 뷔위카다섬
- 베벡
- 술탄 아흐메트 모스크(블루 모스크)
- 슐레이마니예 모스크
- 아야 소피아(하기아 소피아 성당)
- 오르타쿄이
- 이스탄불 고고학 박물관
- 이집션 바자르(스파이스 바자르)
- 예니 모스크
- 지하 궁전(예레바탄 사라이)
- 카리예 박물관(코라 교회)
- 크즈 쿨레시
- 탁심 광장
- 테오도시우스 성벽
- 톱카프 궁전
- 튀넬
- 하이다리파샤 역
- 히포드럼 광장

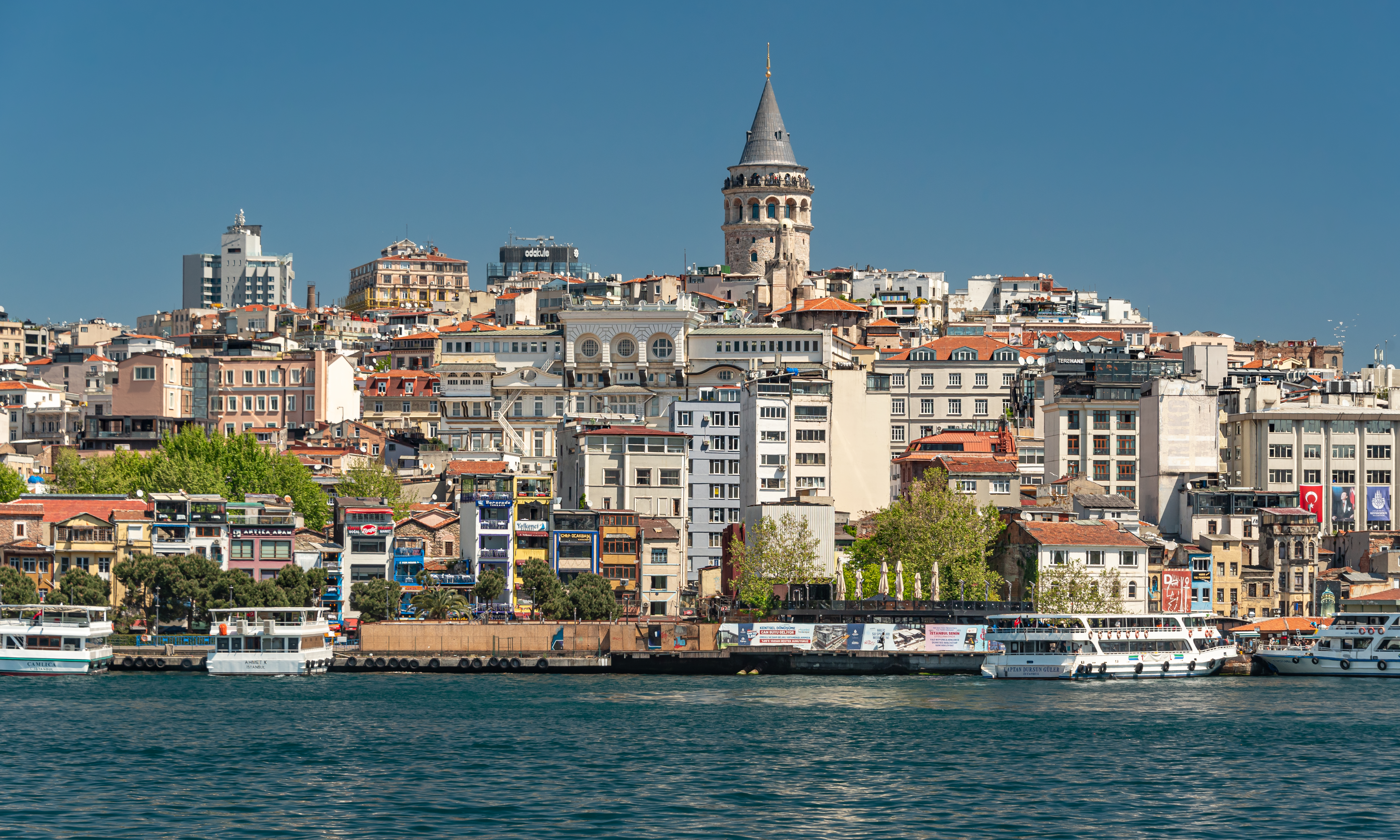
보스포러스 해협에서 바라보는 갈라타 타워
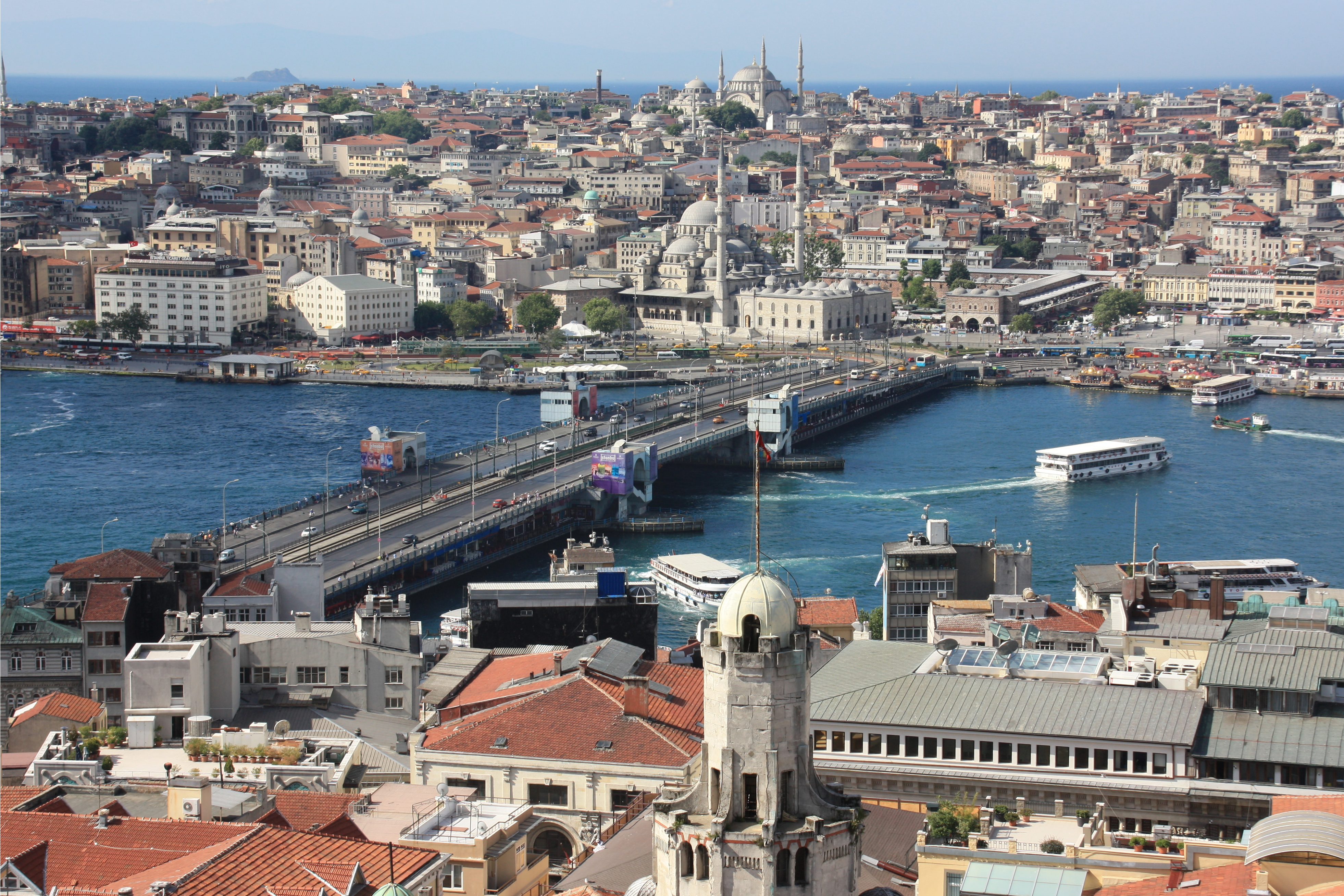
갈라타 다리
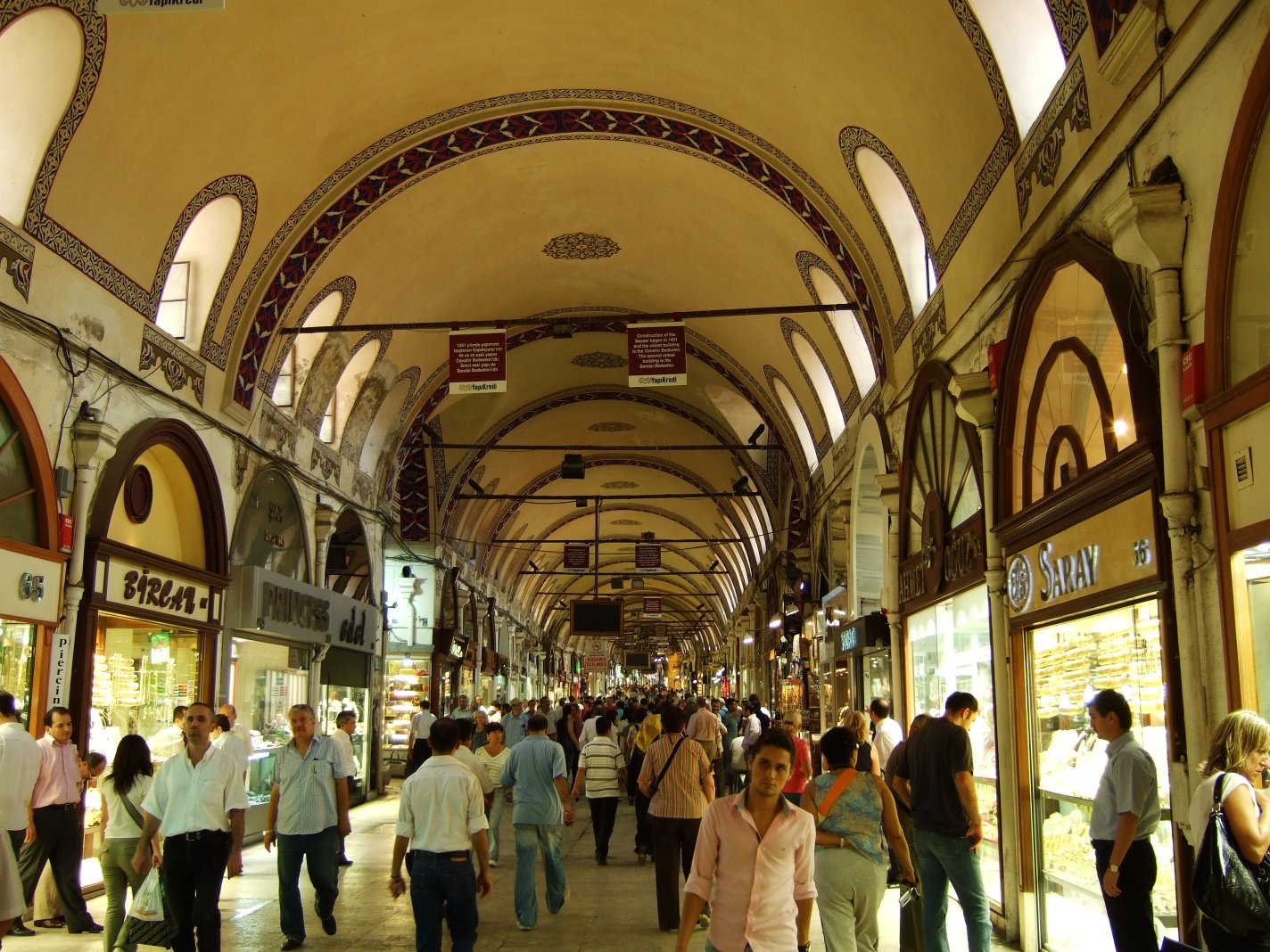
그랜드 바자르
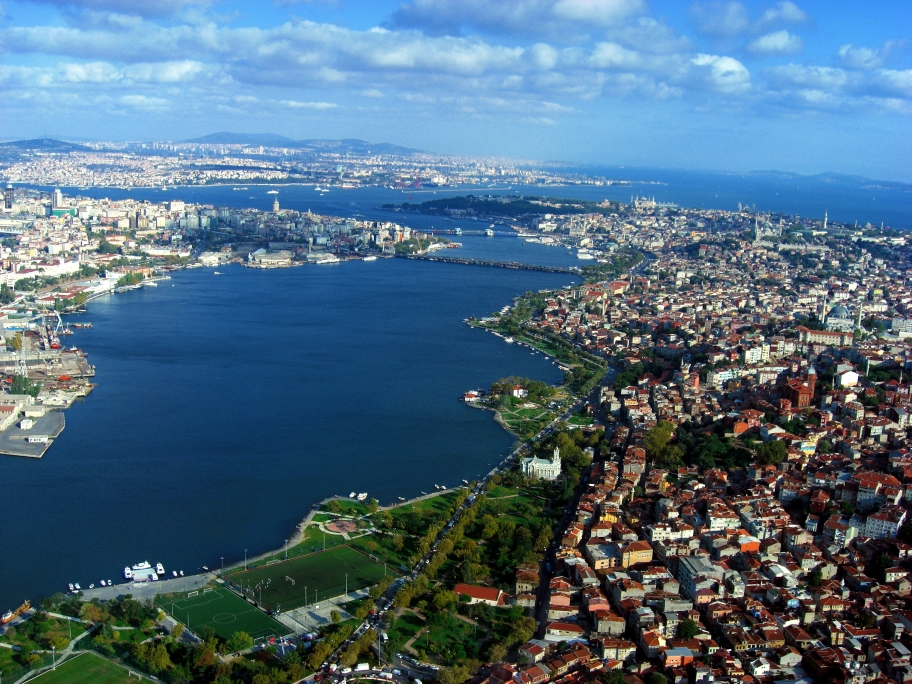
금각만
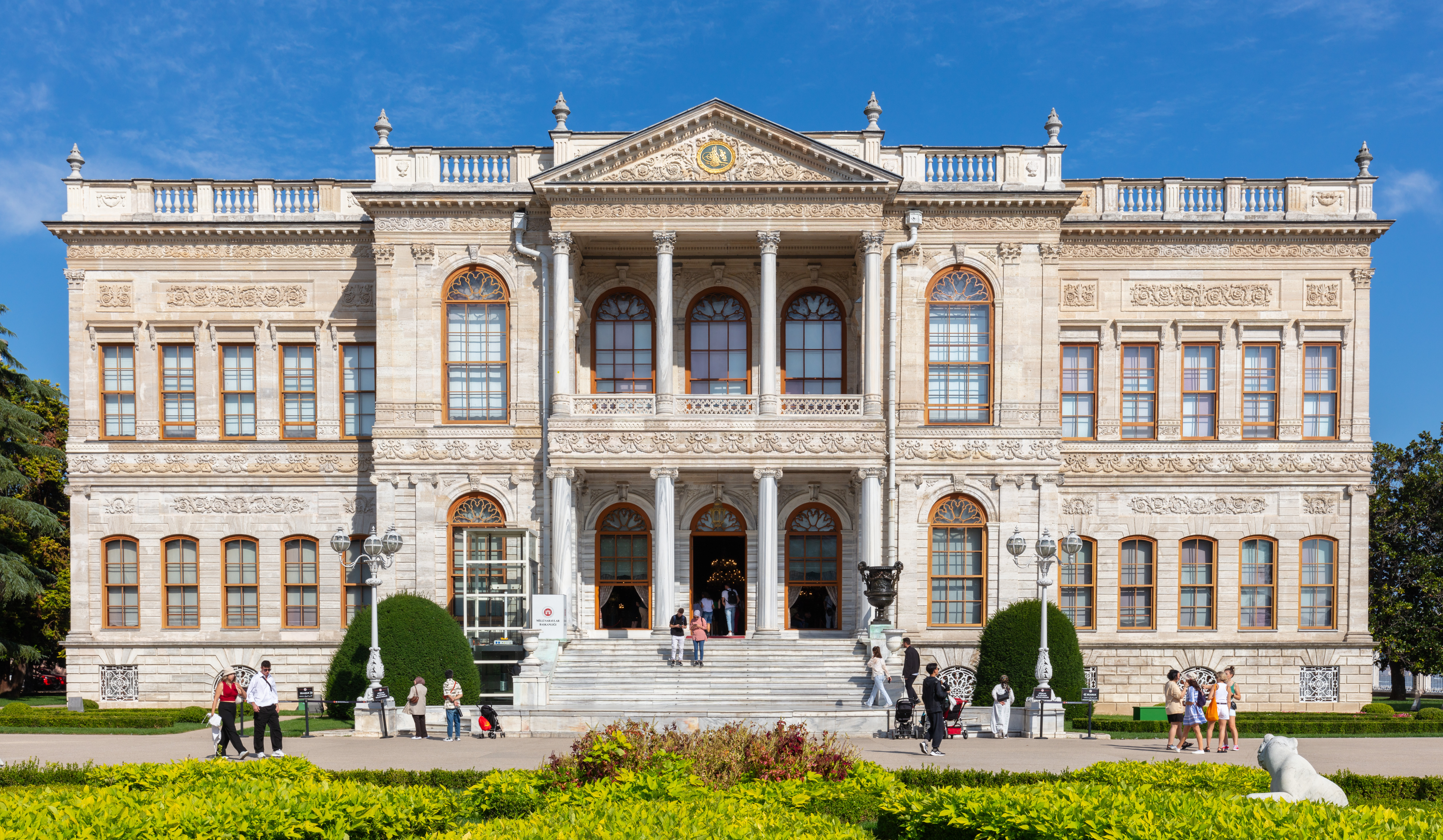
돌마바흐체 궁전 세람르크
루멜리 히사르
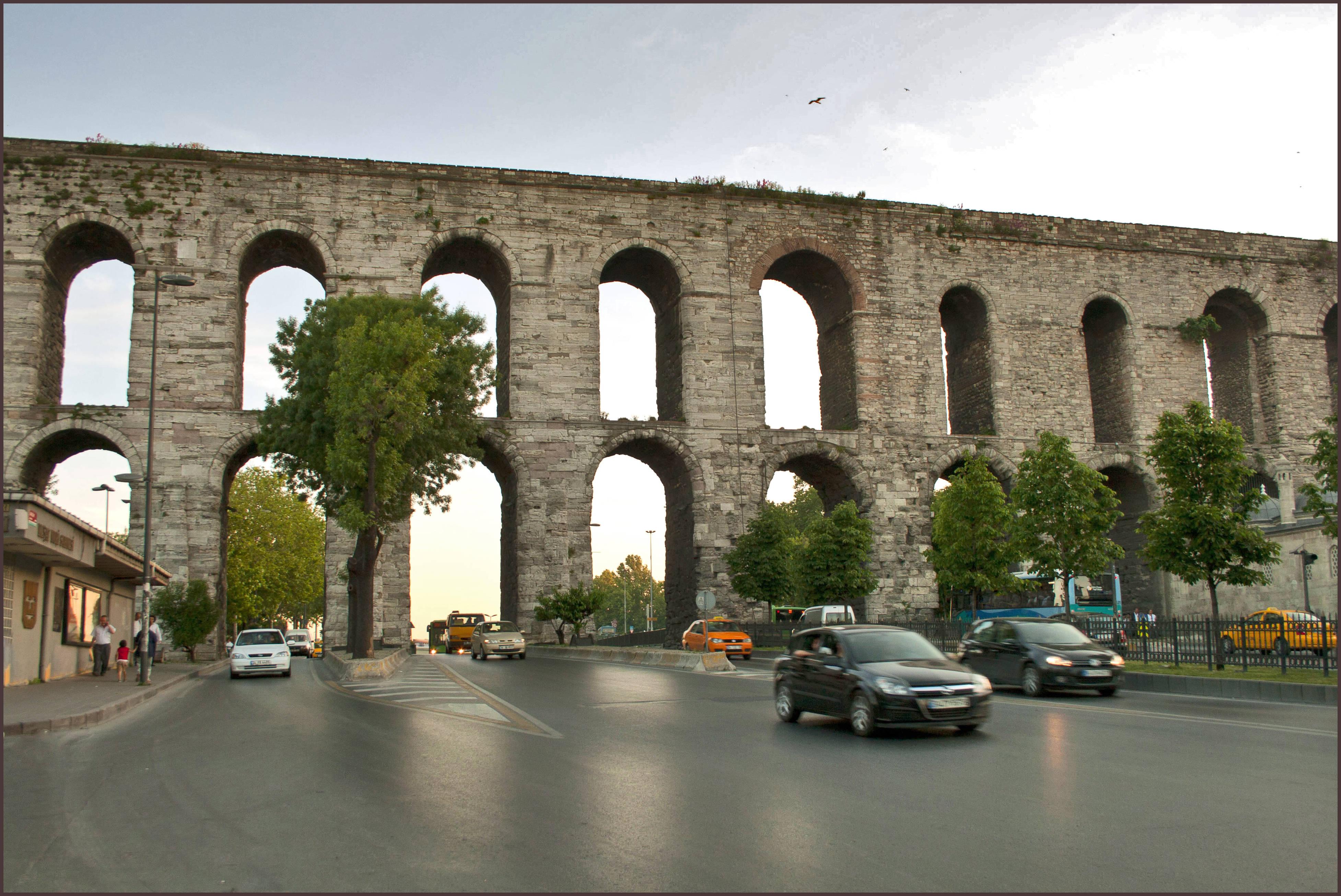
발렌스 수도교
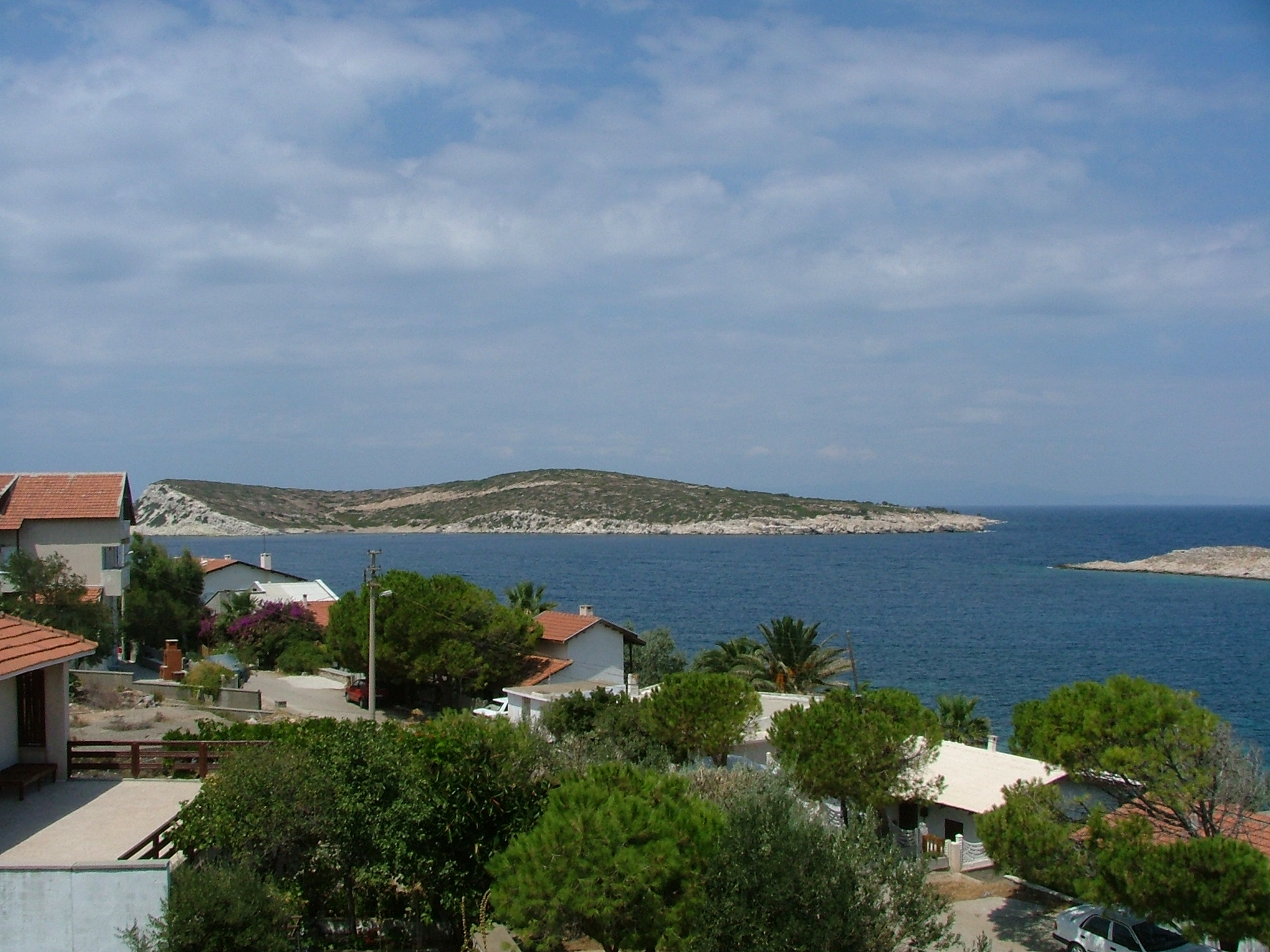
뷔윅아다
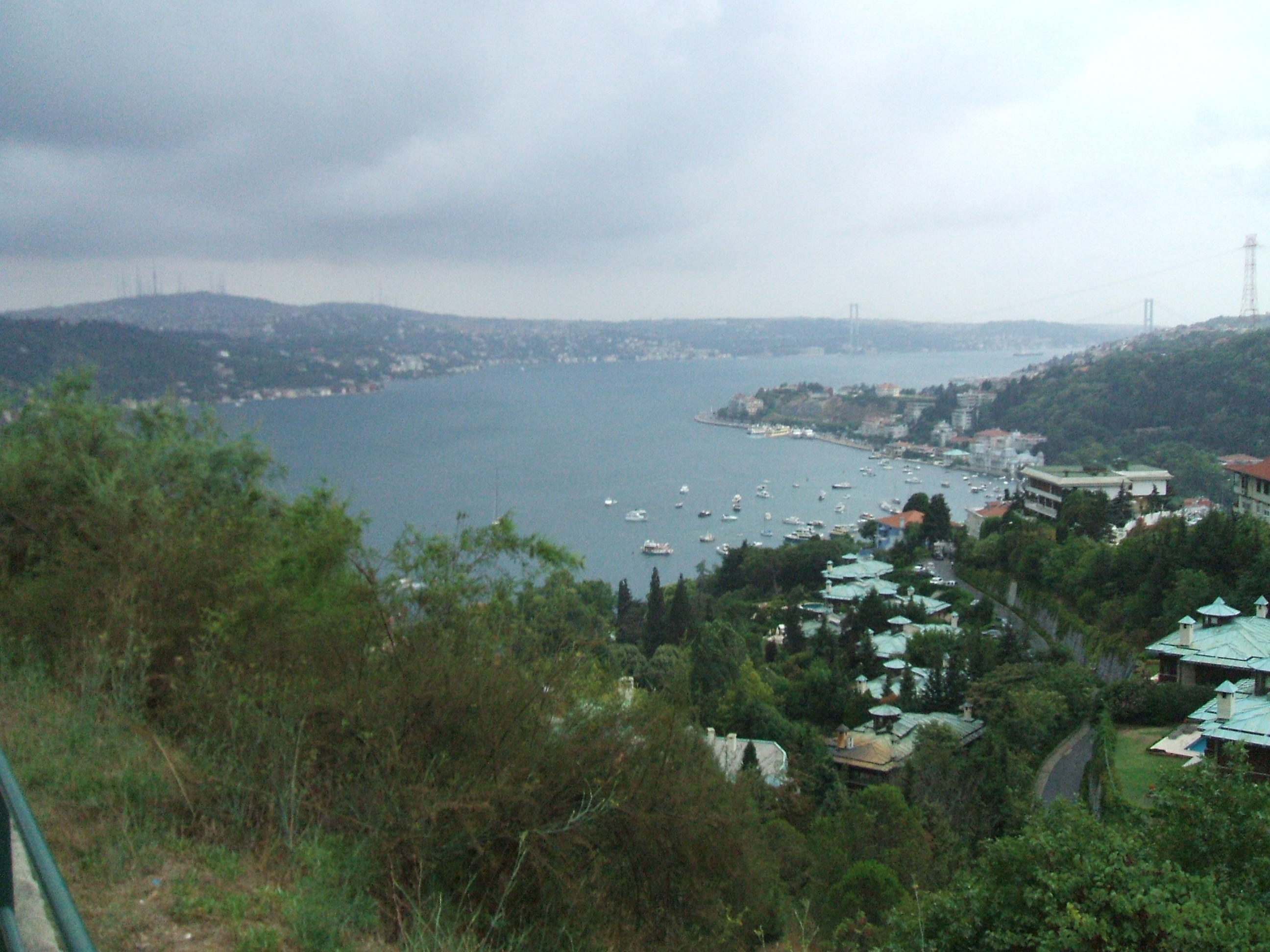
베벡
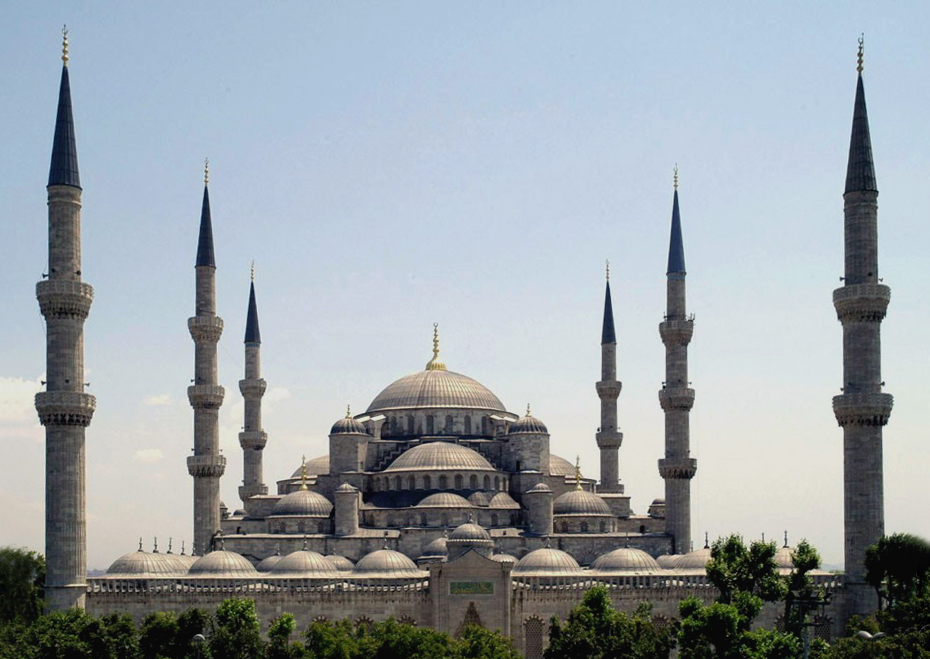
술탄 아흐멧 모스크
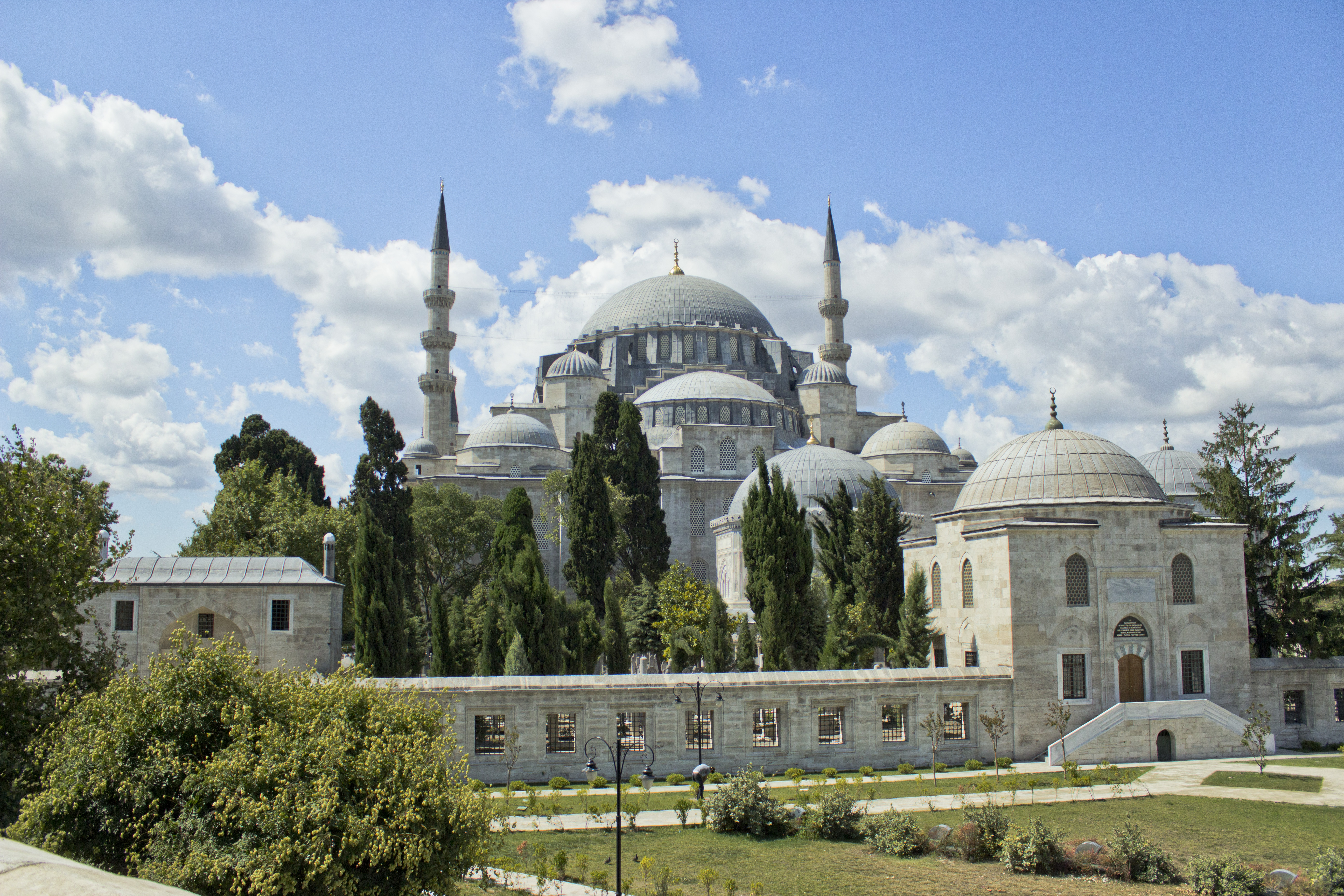
슐레이마니예 모스크
아야 소피아
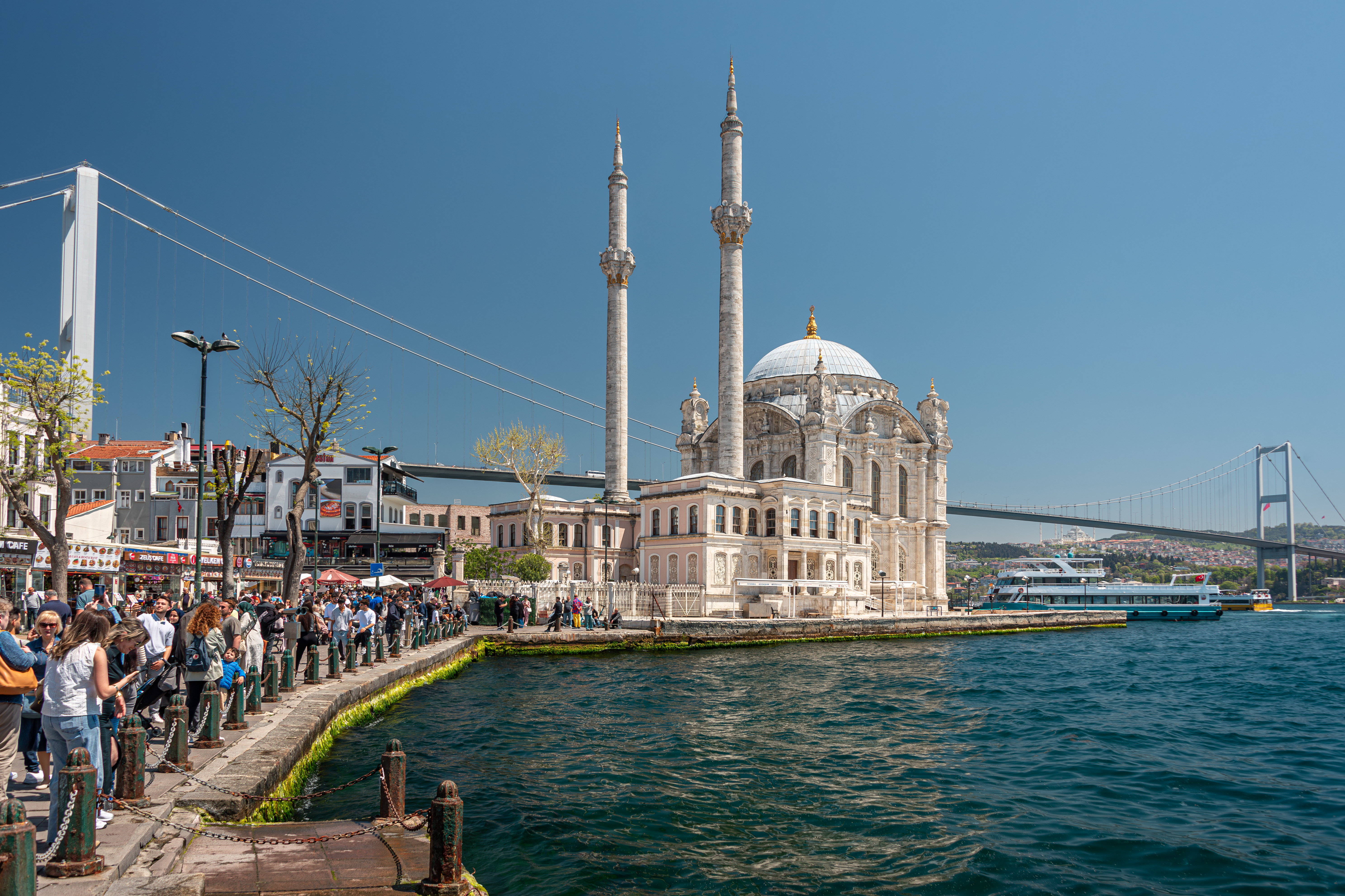
오르타쿄이와 보스포러스 대교
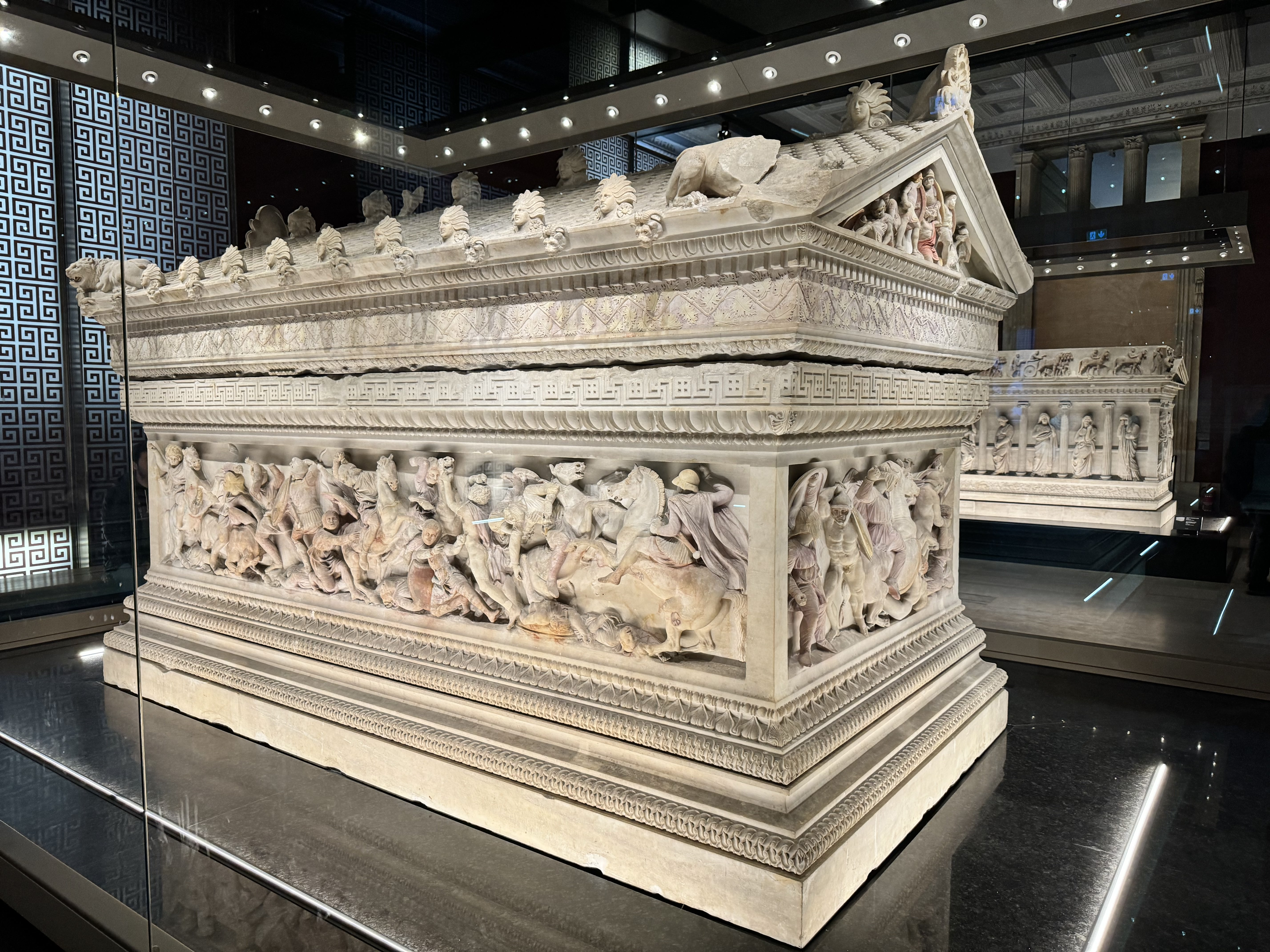
이스탄불 고고학 박물관에 전시되어있는 알렉산더 대왕의 석관
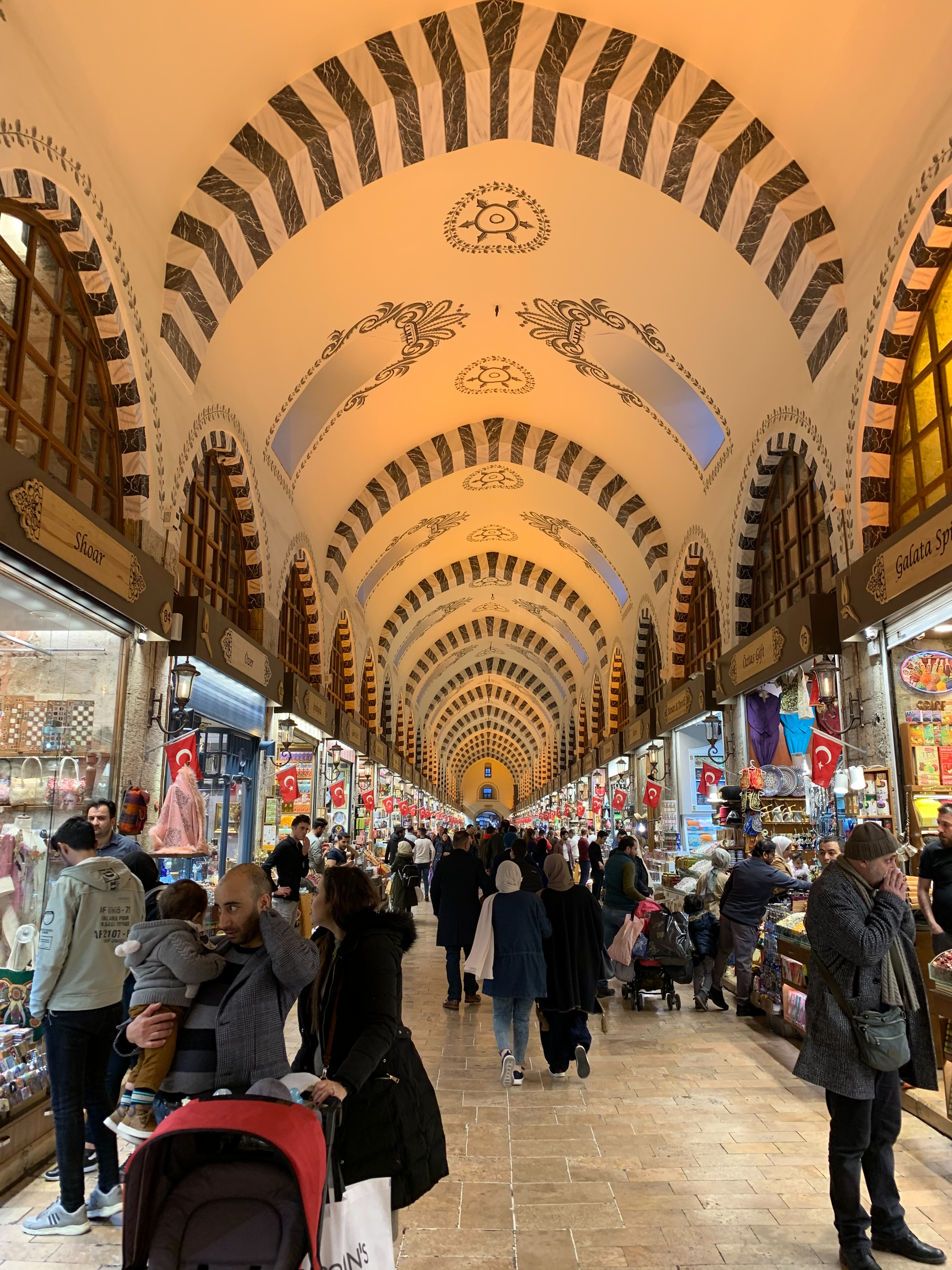
이집션 바자르
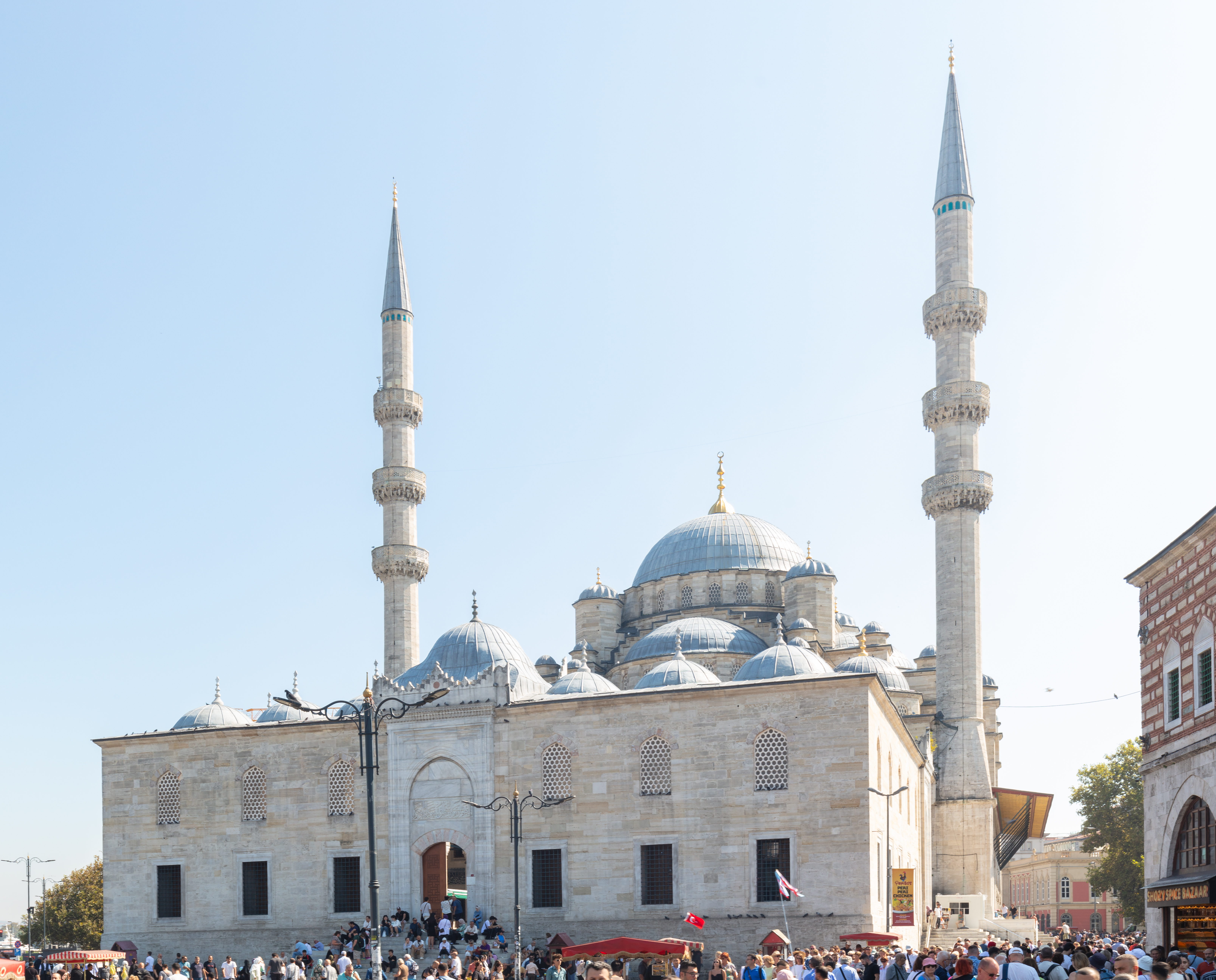
예니 모스크
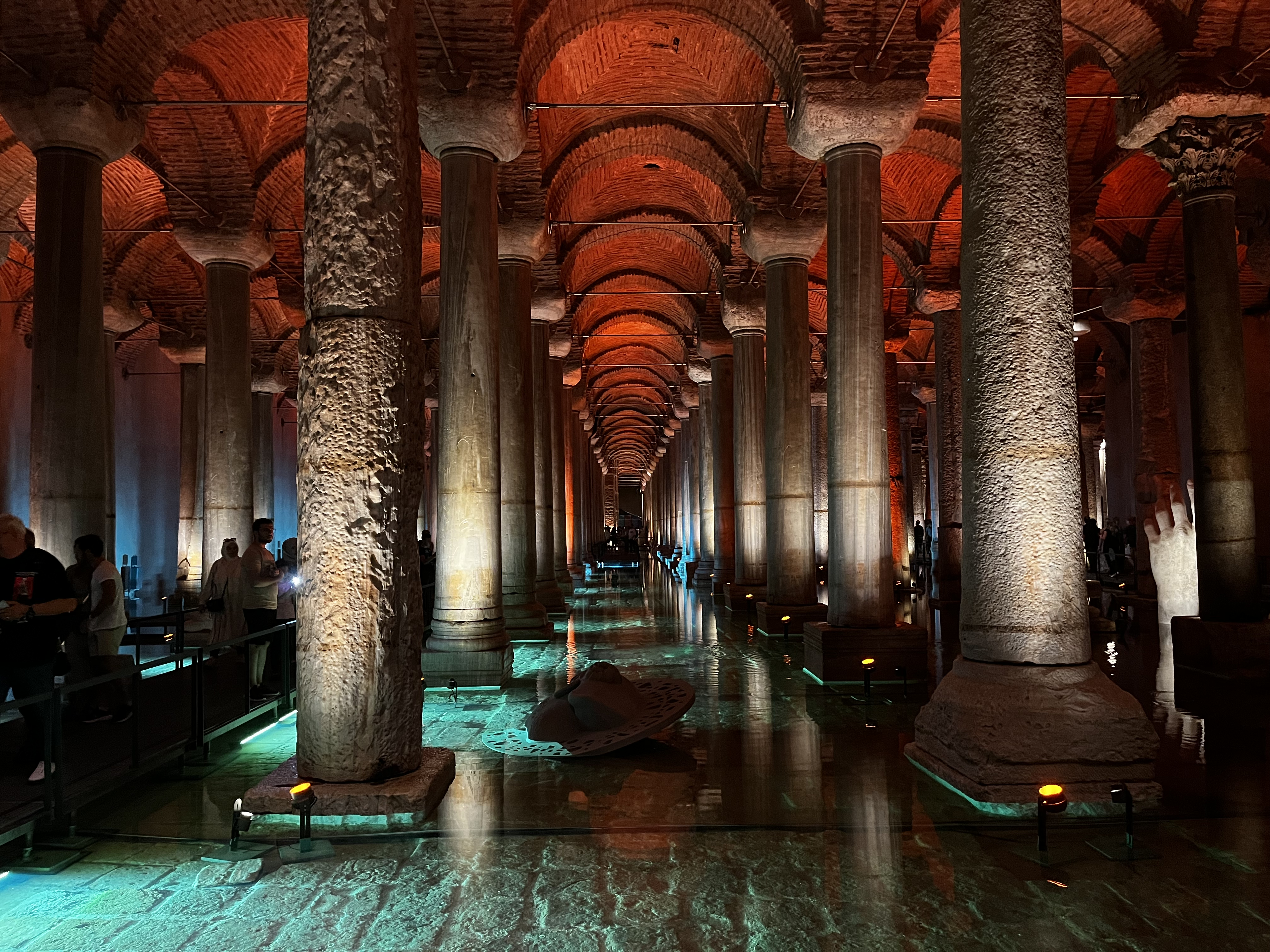
예레바탄 사라이
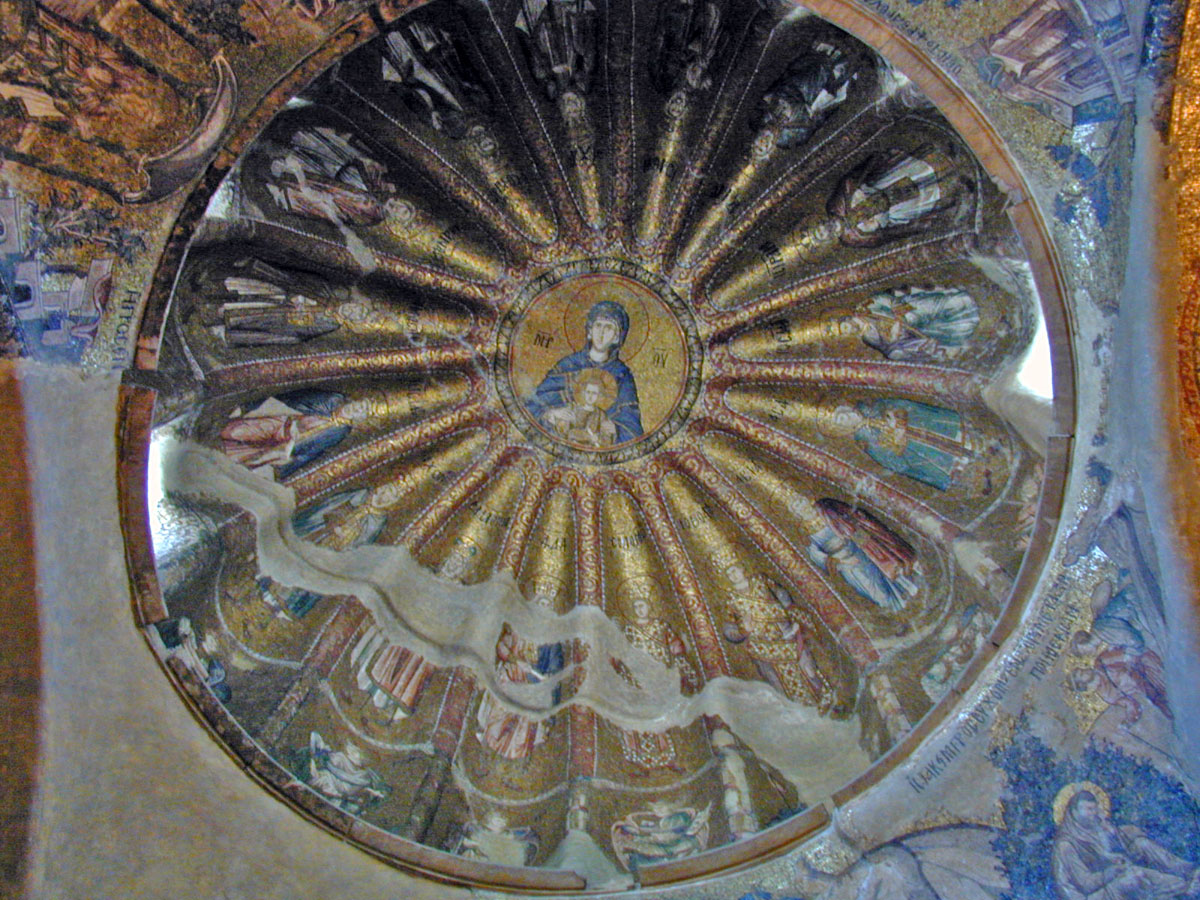
카리예 박물관 내부 돔 천장의 성모마리아와 아기예수 모자이크
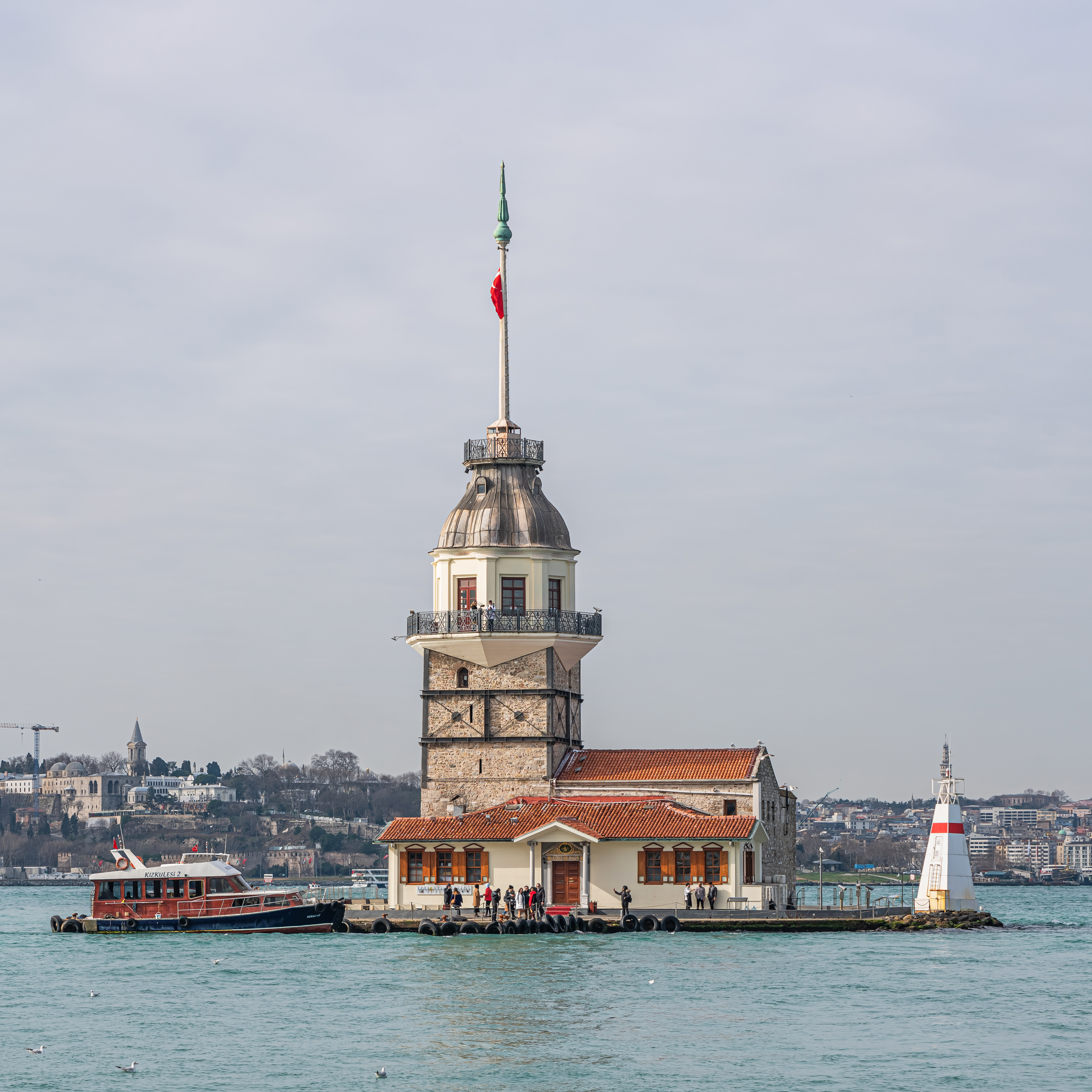
크즈 쿨레시
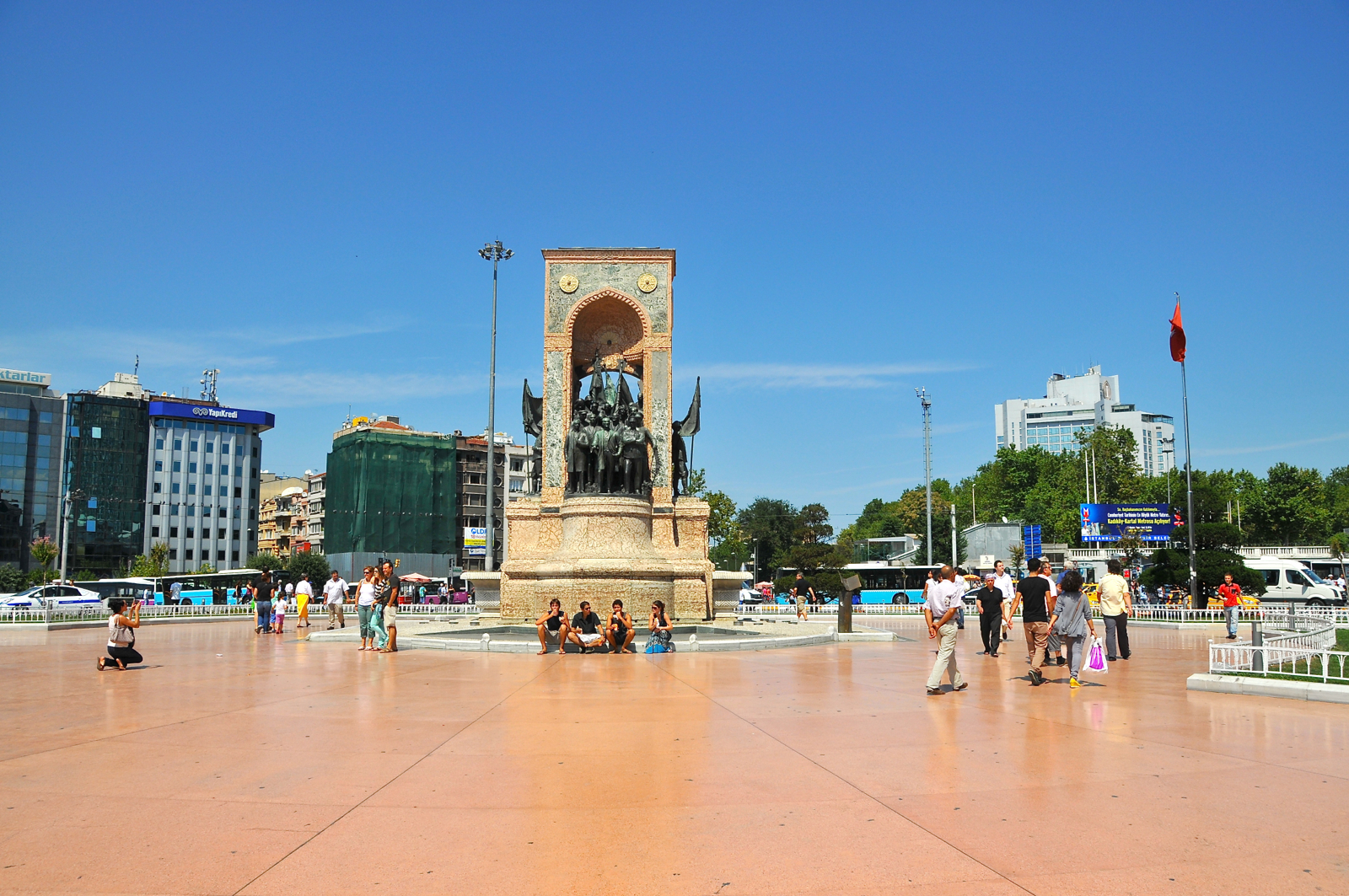
탁심 광장
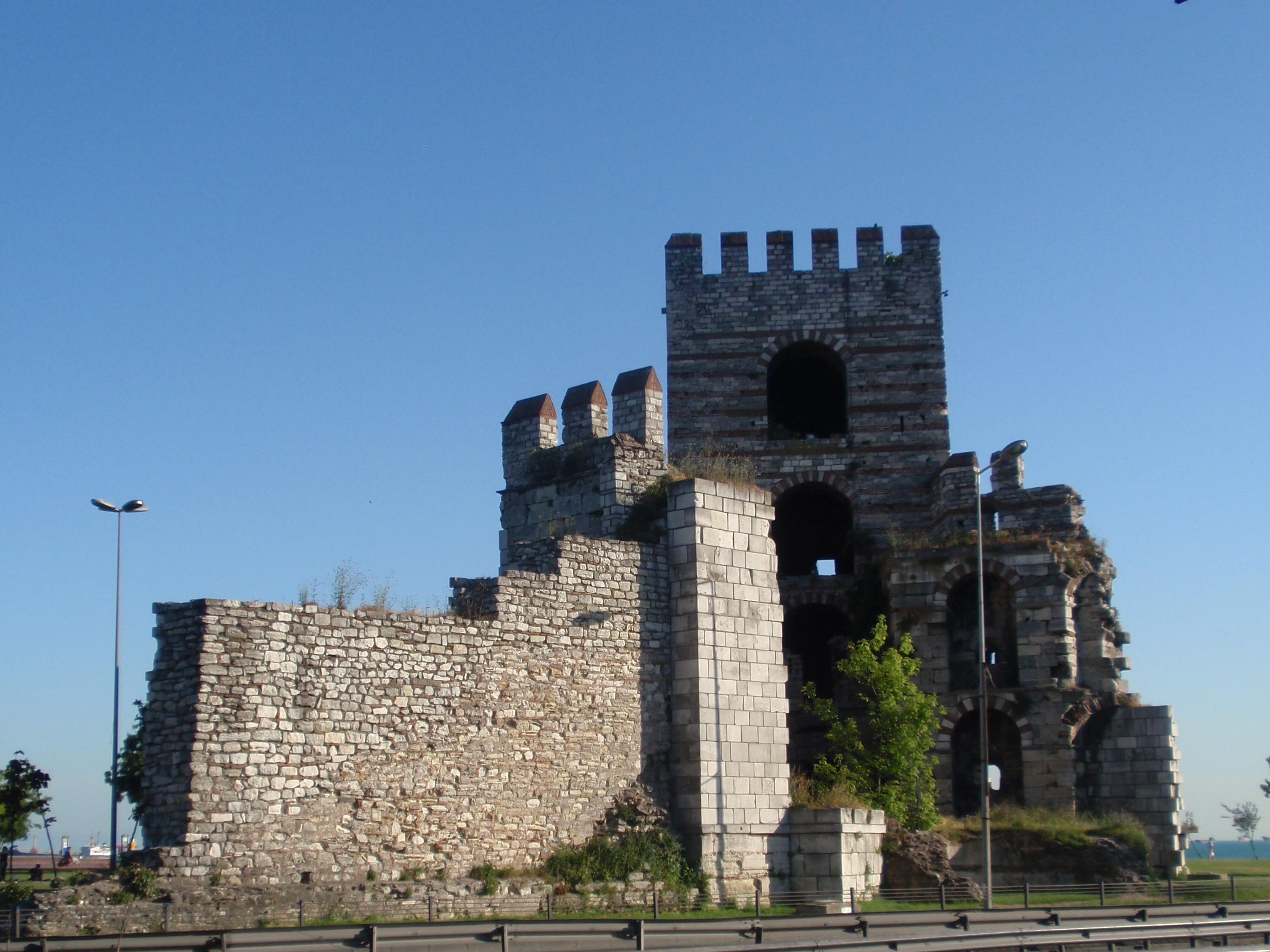
테오도시우스 성벽의 일부
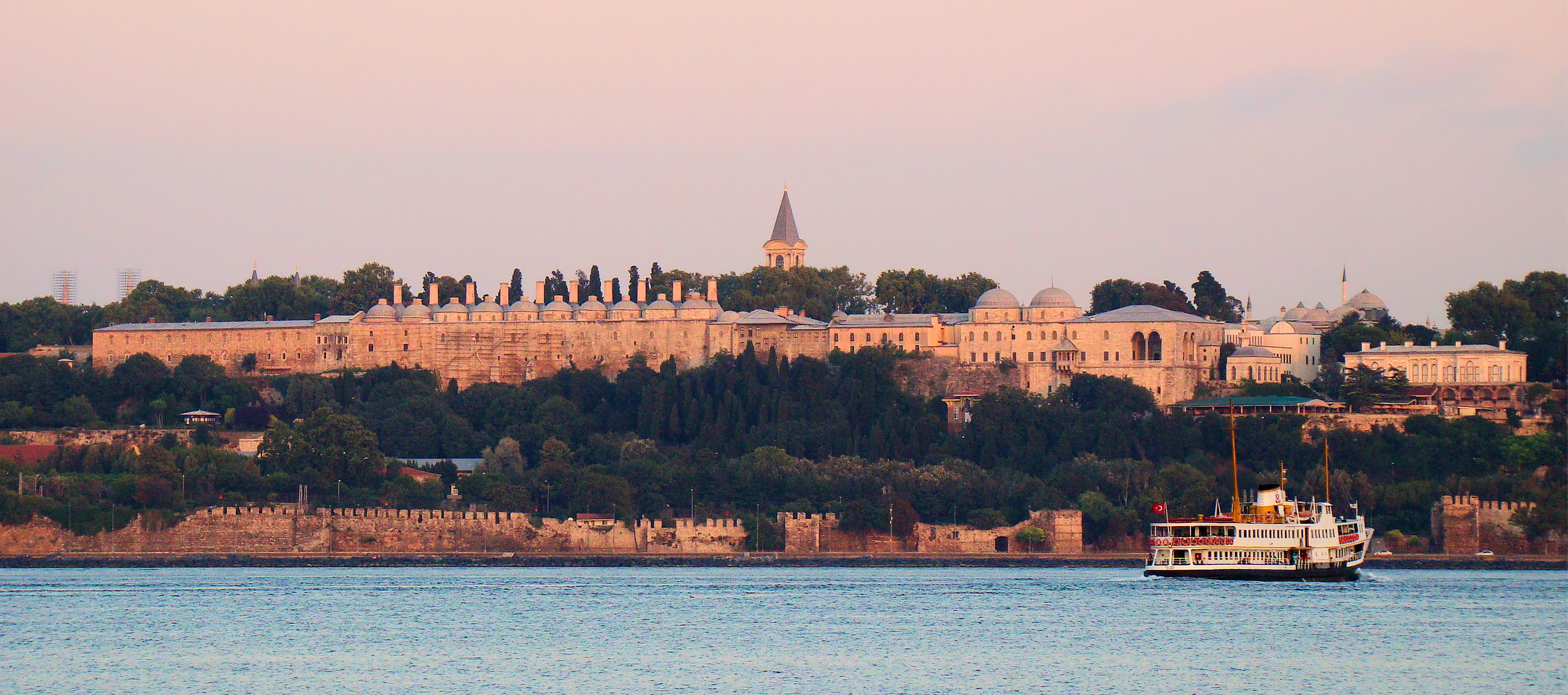
보스포러스 해협에서 바라보는 톱카프 궁전
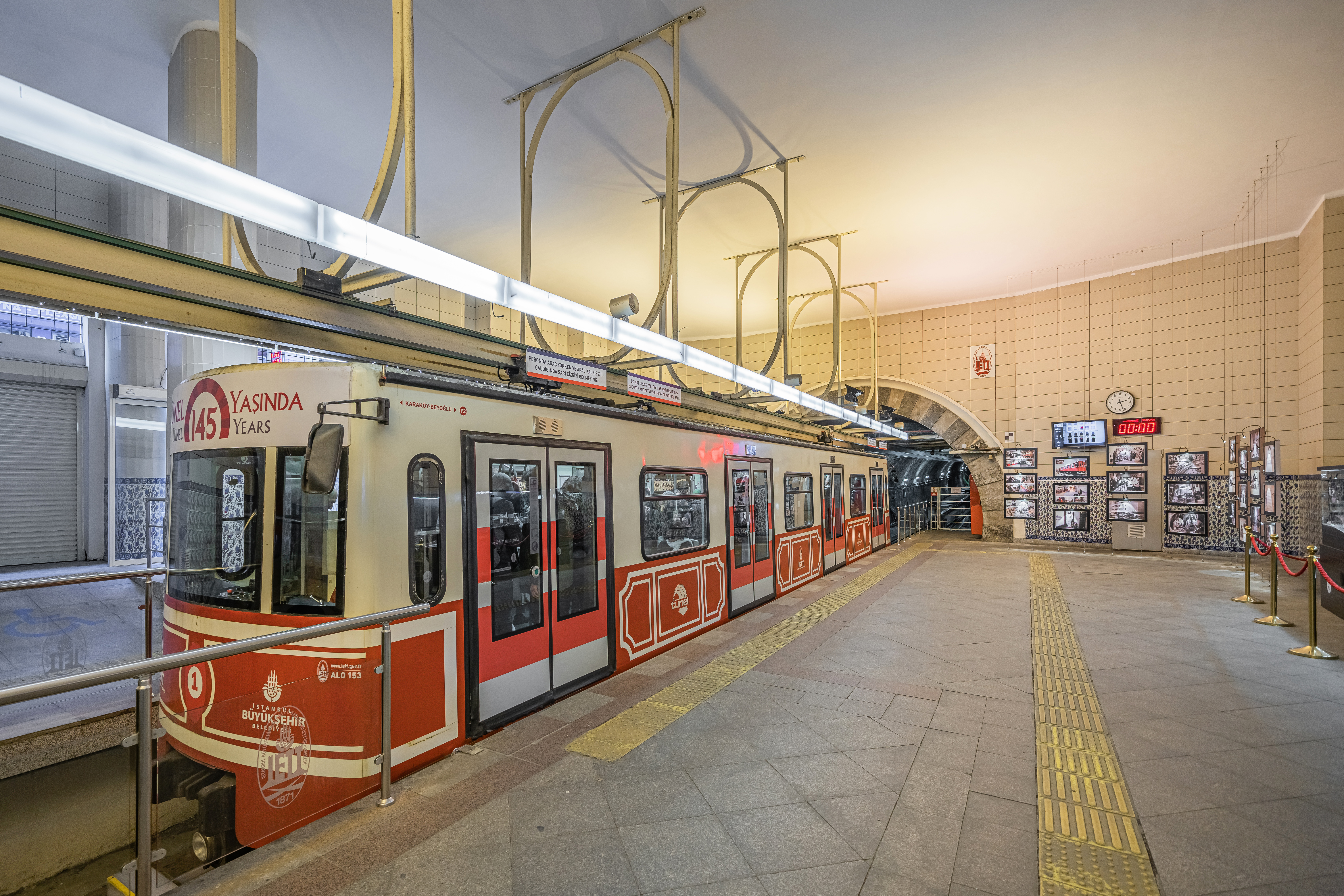
튀넬 카라쿄이역
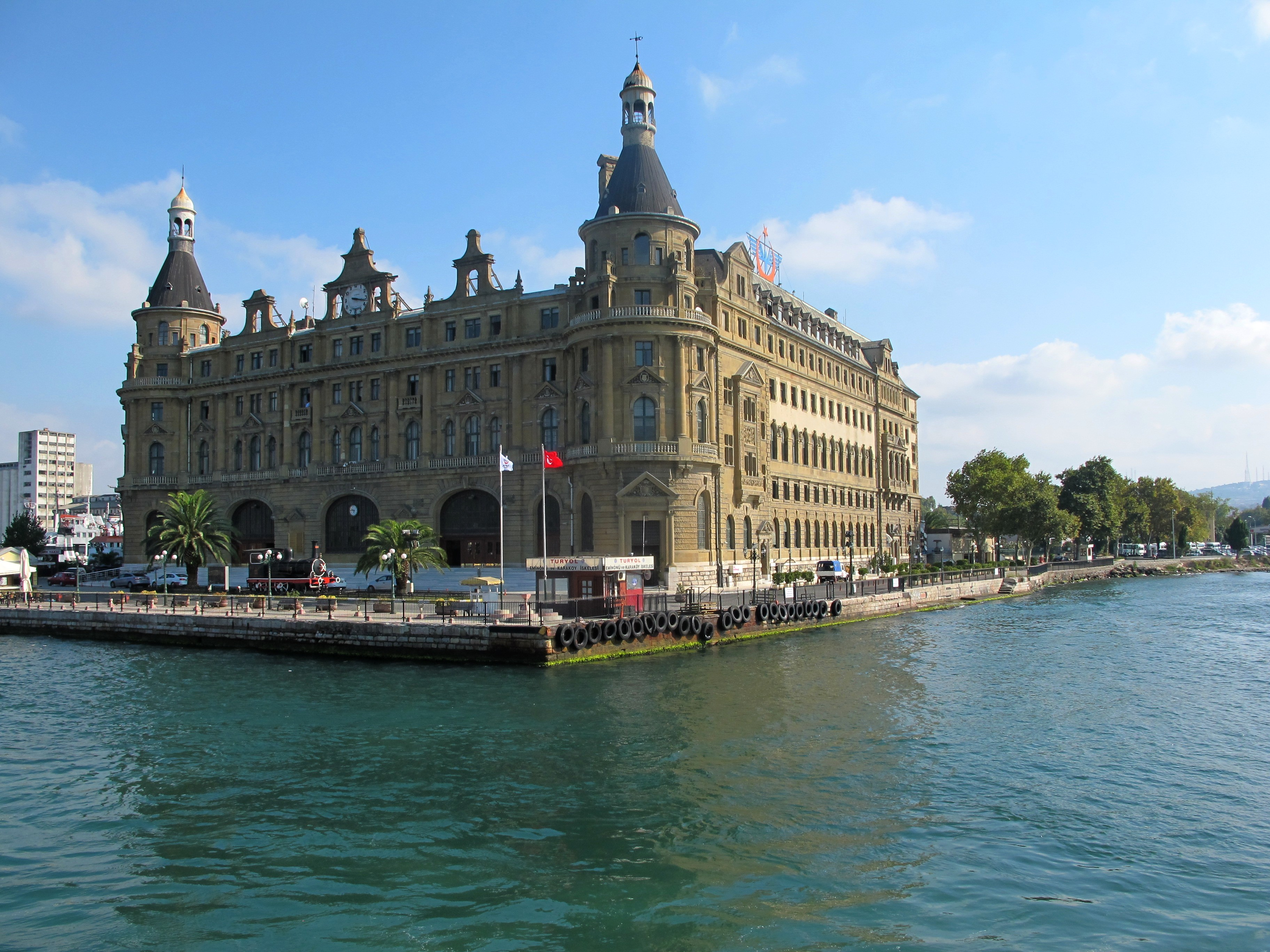
하이드라파샤 역
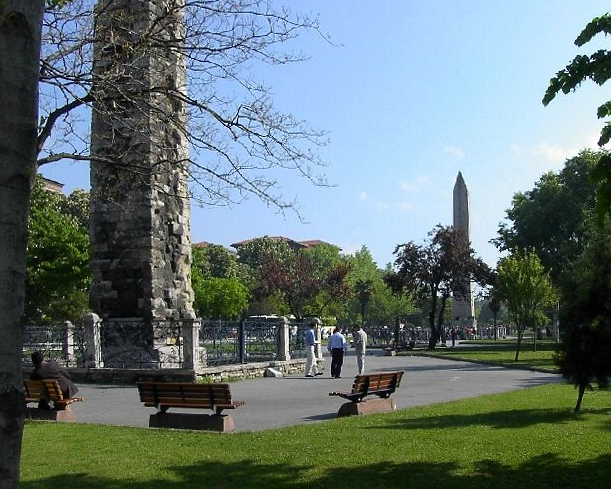
히포드럼의 오벨리스크

## 스포츠
이스탄불은 튀르키예의 다른 지방처럼 축구 열기가 대단하다. 이스탄불 축구 팀 중 가장 오래된 팀은 베식타시 JK로 1903년 창단됐다. 또한, 이스탄불 더비 팀인 페네르바흐체 SK와 갈라타사라이 SK가 유명하다. 페네르바흐체 SK는 이스탄불 아시아 지역의 카드쾨이를, 갈라타사라이 SK는 유럽 지역의 사르예르를, 베쉭타쉬는 유럽지구 서쪽의 바삭쉐히르를 연고지로 하며 이 세팀은 쉬페르 리그의 우승팀들 중 하나이다.(쉬페르 리그의 우승팀은 5팀이 있다. 또한, 세 팀은 이스탄불 뿐만 아니라 전국구의 인기를 가진 팀이다.

## 자매결연도시
| 아시아 - 시리아 다마스쿠스 - 두바이, 아랍에미리트 - 라호르, 파키스탄 - 마리, 투르크메니스탄 - 베이루트, 레바논 - 부산, 대한민국 - 사마르칸트, 우즈베키스탄 - 상하이, 중국 - 오사카시, 일본 - 시안 시, 중국 - 시모노세키, 일본 - 알마티, 카자흐스탄 - 홍성, 대한민국 - 암만, 요르단 - 오시, 키르기스스탄 - 이스파한, 이란 - 자카르타, 인도네시아 - 제다, 사우디아라비아 - 조호르바루, 말레이시아 - 카불, 아프가니스탄 - 카잔, 러시아(타타르스탄) - 타브리즈, 이란 - 호찌민시, 베트남 아메리카 - 리우데자네이루, 브라질 - 멕시코시티, 멕시코 - 부에노스아이레스, 아르헨티나 - 아바나, 쿠바 - 토론토, 캐나다 - 휴스턴, 미국 | 유럽 - 두러스, 알바니아 - 로테르담, 네덜란드 - 바르샤바, 폴란드 - 바르셀로나, 스페인 - 베네치아, 이탈리아 - 베를린, 독일 - 부다페스트, 헝가리 - 사라예보, 보스니아 헤르체고비나 - 상트페테르부르크, 러시아 - 스코페, 마케도니아 공화국 - 스트라스부르, 프랑스 - 스톡홀름, 스웨덴 - 아테네, 그리스 - 오데사, 우크라이나 - 콘스탄차, 루마니아 - 쾰른, 독일 - 프라하, 체코 - 플로브디프, 불가리아 - 피렌체, 이탈리아 아프리카 - 라바트, 모로코 - 카이로, 이집트 - 콘스탄틴, 알제리 - 하르툼, 수단 |

## 같이 보기
- 마천루가 가장 많은 도시 목록